# アフリカ史

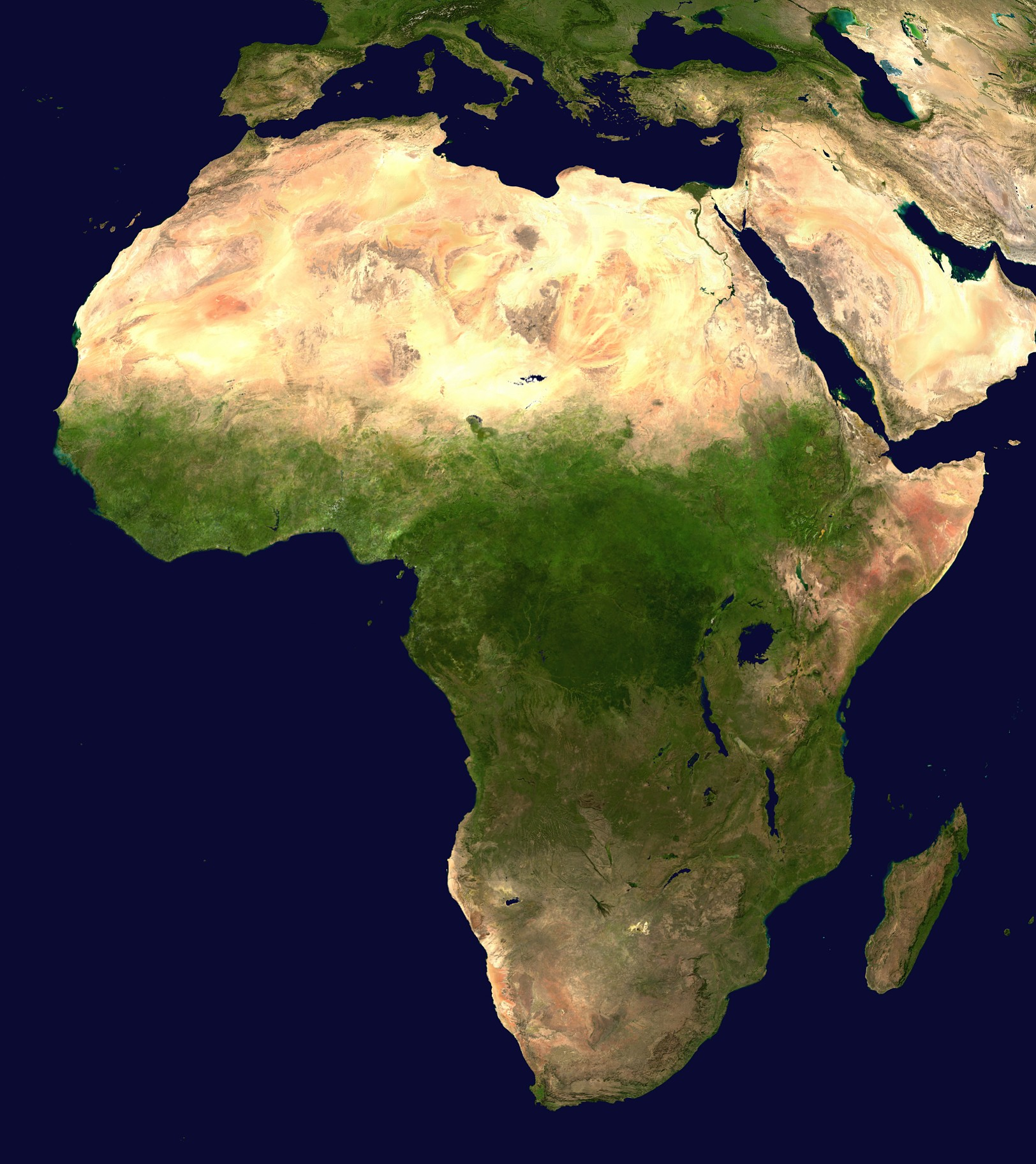
アフリカ大陸

本項ではアフリカ史（アフリカし）、すなわちアフリカ大陸の歴史について解説する。

## 前提

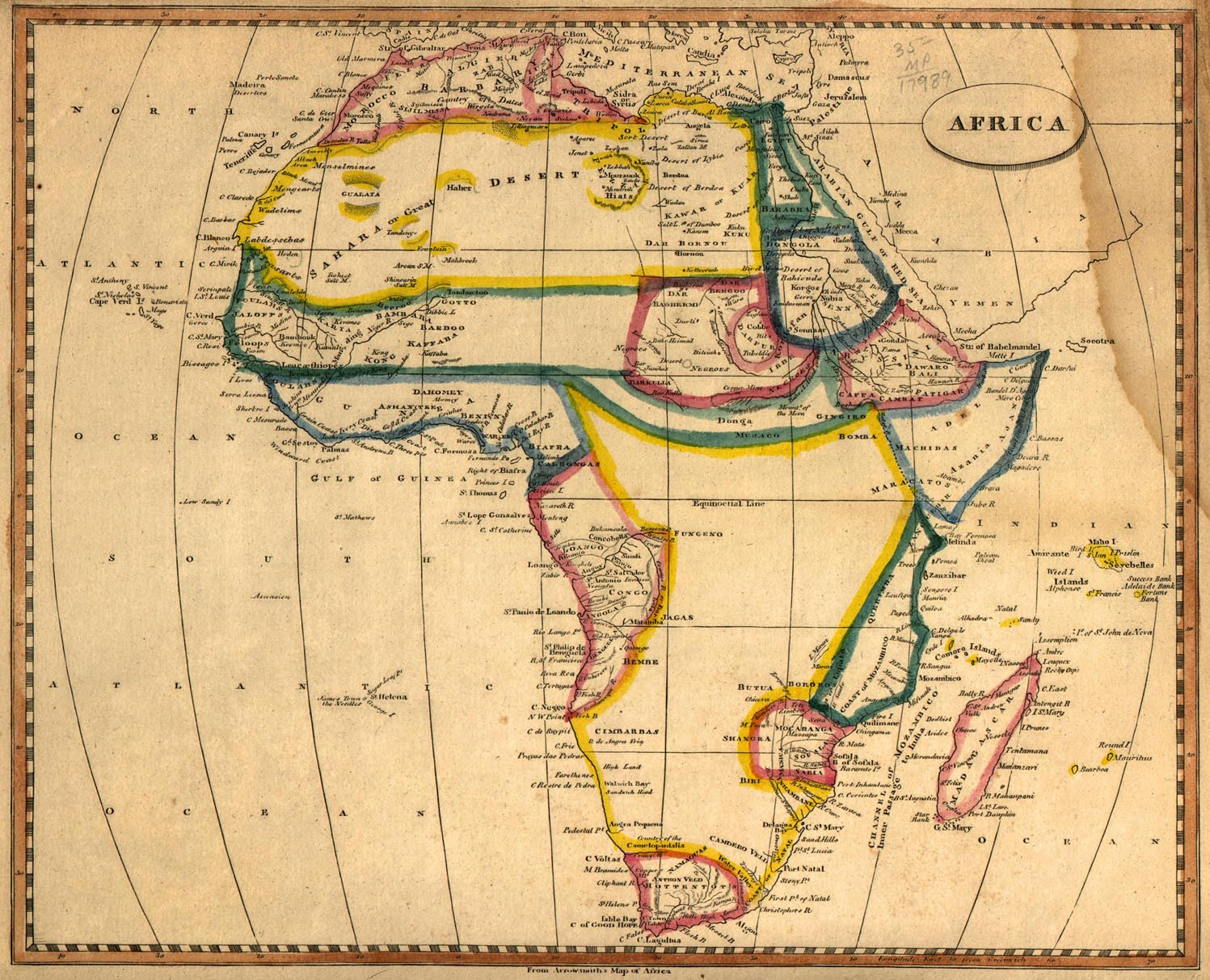
1812年のアフリカ大陸

アフリカは人類が誕生した地である。つまり、人類の歴史が一番長い大陸である。
また（その北の端では）人類の四大文明とされる古代エジプト文明を生んだ地でもある。エジプトに関してはヒエログリフで、数千年に及ぶ歴史がかなり詳細に碑文・壁画などに書き残されていて、王家の谷など王族の墓やピラミッド内部などに、状態の良い遺物が多数残されていたのが発見されており、（エジプトに限定すれば）文字、遺跡、墓、遺物、ミイラなど多数が残されている。世界から研究者が集まり、カイロ大学などに考古学の研究センターが置かれ現地の考古学者もおり相当の予算も割かれ、研究がかなり進んでいる地でもある。またエチオピアは、旧約聖書にも登場する地である。
ところが、古代エジプト文明以外の（ここ数百年の、アフリカ中部や南部に関する）文字で確認できる歴史の研究となると、状況が一変してしまう。ヒエログリフ以外の文字で書かれた歴史を俯瞰できるよう「通史」として並べた場合は、アフリカの外から描写した記述ばかりで、しかも虫食いのような不完全な歴史となってしまう。これはアフリカ史に関する研究対象や蓄積された史料が、地理的にも時代的にも極めて偏っているためである。
そうなってしまう事情は幾つかある。「アフリカの（エジプト以外の）大部分の社会では文字が用いられておらず、文字記録に頼った歴史の研究が行われにくいこと」がある。また、「その厳しい環境や政治的、経済的な理由から考古学的な調査が遅れており、樹木や草などの植物を材料に建てられた建物が集まった集落や都市などが多く、それも盛んに移転が行われるなどの事情があって遺構や遺物が残りにくく、たとえ文字記録があっても検証ができない場合が多い」などとも語られた。さらに、民族の移動が激しく、口頭伝承によって伝えられる土地も不明になりがちで、（エジプト以外では）遺物の散逸も著しく、口頭伝承を裏打ちする史料も存在しないため、過去の記録が正確に伝えられてきておらず、歴史を遡ることを困難にさせている。
こうした状況下でアフリカ全体の歴史を語る書籍は数が限られており、研究者によって歴史の時代区分からして大きな差異が生まれており、一見すると統一性がない状態に置かれている
。
しかし、これらの見解は既に古くなりつつある。これらの見解は、アラビア語文献を読む能力すら持たない者が、考古学的調査を全く行なわないままに、「安楽椅子の人類学」的発想で、ただ単にアフリカの表面的な事情のみで判断したヨーロッパ人たちの主観的な見方に過ぎず、実際には、アフリカは、イスラーム商人によるサハラ交易とインド洋交易で繁栄を極めていた黒人王国や商業都市が存在していた。マリ王マンサ・ムーサーのメッカ巡礼の際の逸話もその一端を語るものである。（古代エジプト以外の）アフリカの歴史の研究をするなら、まずアラビア語で書かれた史料をすらすらと読めるくらいのアラビア語読解力を身につけておかないと、その入口にすら立っていない。その事実を踏まえたうえで、どの研究者の言説ならば史料に裏打ちされた記述をしており、どの研究者の言説は、史料も読めず、ただ「イメージ」や偏見を語っているにすぎない、と判別、より分けをしなければならない。
アフリカ考古学とアフリカ史の研究は、ランダル・マッキーヴァーやG.ケイトン・トンプソンのような真摯な学究的態度を継承しつつ、ケニアの歴史家オゴトが「自分自身の手で歴史が書き上げられて初めて政治的独立がなされる」と指摘している通り、アフリカ各国の独立・国の建設という事業を進めるにあたり、国家として「歴史」が必要になってきた事情によって、1960年代以降、西欧の決め付けによる「歴史無き大陸」のイメージを払拭する為、アフリカの歴史家たちによって黒人奴隷社会以前の歴史研究が積極的に行われるようになってきた。しかし、アフリカの歴史家自身もヨーロッパの一般的な進歩史観に基づいていたため、中央集権化が進んでいた国家の歴史については詳細な調査が進んでいたが、非中央集権的な社会、固定した権力者を輩出しなかった社会は遅れた事例としておざなりになる傾向を払拭しきれていない面もある。

## 先史時代

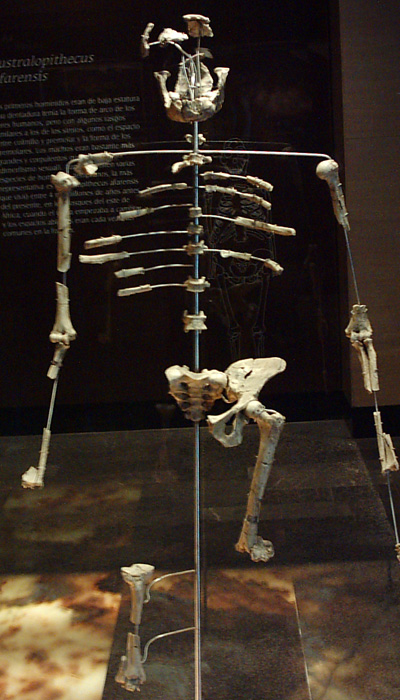
ルーシー（アウストラロピテクス・アファレンシス）

1992年12月、アメリカ、日本、エチオピアの合同チームがエチオピアのアラミス地帯においてそれまで最古の猿人として知られていたルーシー（アウストラロピテクス・アファレンシス）よりも明らかに原始的な約440万年前の猿人の化石を発見した。現地の言葉で「ルーツ」を意味するラミダス猿人と命名されたこの猿人は人類の祖先として最古級のものと位置付けられ、研究・調査が進められている。さらに2000年10月にはミレニアム・アンセスターと命名された約600万年前のものとされる猿人の化石がケニアのバリンゴで発見されており、「最古の猿人」は研究・調査が進み、時代を経るごとに遡っている現状がある。

### 人類の誕生

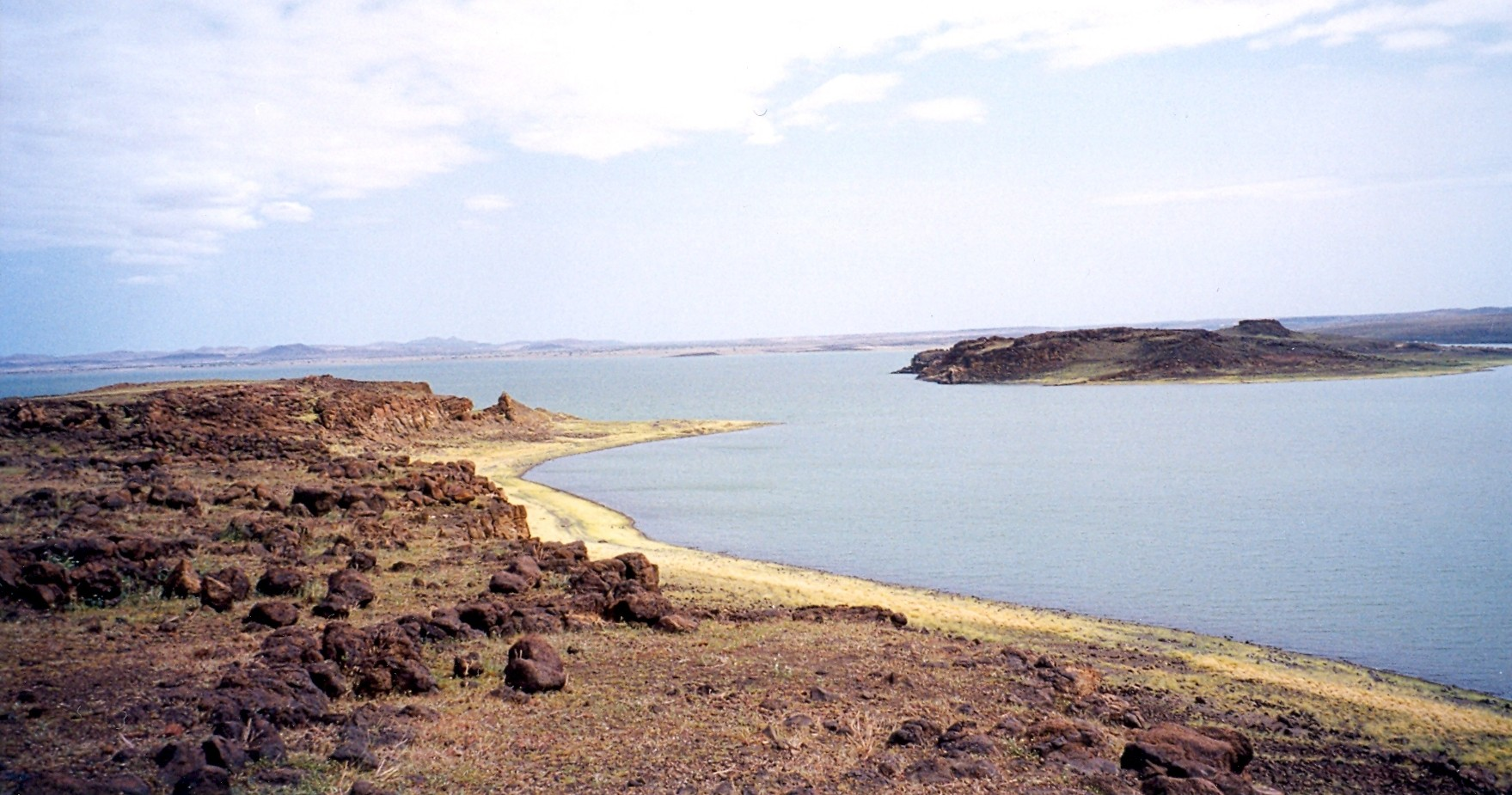
数多くの化石が発掘されるケニア・トゥルカナ湖

約400万年前から100万年前にかけて、人類は急速な進化を遂げ、東アフリカおよび南アフリカのサバンナ生態系において幾つかの種類のアウストラロピテクスの化石が発見されている。1995年にケニアのトゥルカナ湖で発見されたアウストラロピテクス・アナメンシスは約420万年前から390万年前に生息していたとされ、ラミダス猿人とアウストラロピテクス・アファレンシスの中間点とされている。最近まで最古の猿人とされていたアウストラロピテクス・アファレンシスは約370万年前から300万年前の地層でエチオピア、ケニア、タンザニアなど各地から出土されており、この種あるいは類似した種が広く分布していた事が見て取れる。
その後、約300万年前には地球の寒冷化が急速に進行し、その影響でアフリカ大陸が乾燥地帯へと変貌していった。この影響で猿人の分化が発生し、咀嚼（そしゃく）力がより強化されたロブスト型猿人と呼ばれる種と、我々人類の直接の祖先となるホモ属と呼ばれる種が誕生した。世界最古の石器がエチオピアで出土したのもこの時代である。ホモ属が使用したとされるオルドワン型の石器は動物の骨を砕いたり、切断したりといった用途に使われ、動物資源の入手に大きな威力を発揮した。

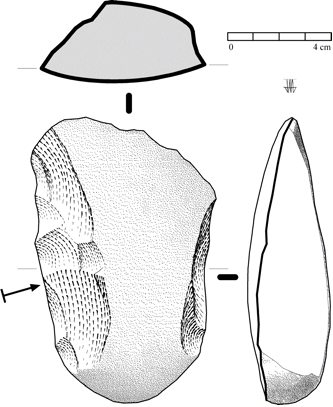
初期の石器

約150万年前になるとホモ属はさらに進化を遂げ、原人と呼ばれるようになる。1984年に原人の全身骨格がケニアで出土したのを期にこの時期の人類史の研究が大きく前進した。体格や身長、男女差などはこの時代の原人と我々現代人に大きな差異はないとされている。また、石器の利用もさらに進化しアシュール型と呼ばれる定型化した石器が誕生した。約100万年前には人為的な火の利用を思わせる遺跡も東アフリカおよび南アフリカから出土している。道具の利用、火の利用と部分的にではあるが自然環境と闘う手段を手に入れた原人はやがてアフリカを離れ、ユーラシア大陸へと拡散し、その生息範囲を広げていった。
各地へ拡散した原人はその場の環境に適応すべく、それぞれが独特の進化を遂げていった。一方アフリカでは約50万年前までには一般的に旧人と呼ばれる古代型のホモ・サピエンスが誕生する。これらはアシュール型石器に加え、コンベーワ技法やルバロワ技法といった特殊な剥片や尖頭器を作成する技術を身につけていた。これらの石器を取り付けた槍の使用も始まり、約20万年前までには中期旧石器時代へと移行したと考えられる。
中期旧石器時代には古代型のホモ・サピエンスからいわゆる新人と呼ばれる現代型のホモ・サピエンスへの移行が行われている。この移行方式については複数の説が提唱されており、「アフリカ起源説」とされるアフリカ大陸において古代型から現代型への移行が行われ、それが世界へ拡散していったとするものと、「同時移行説」とされる原人時代に拡散した古代型ホモ・サピエンスがそれぞれの地域で現代型のホモ・サピエンスへと進化したとするもの、あるいはその折衷説などがあり、激しい議論が行われている。
約10万年前に出現した現代型のホモ・サピエンスは体格だけでなく、質的にも現代人と相違ない文化を獲得していったとされる。ケニアでは約5万年前の地層からダチョウの卵殻を加工した装飾品が出土しており、現代型ホモ・サピエンスの特徴は後期旧石器時代に位置付けられるようになった。この特徴は約1万年前までには一部の砂漠地帯を除き、アフリカ大陸全土に分布されるようになった。
一方、寒冷期であるヴュルム氷期が終息に向かうにつれ、アフリカの気候は著しい変化を遂げ、人類の生活環境もそれに合わせて大きな変貌を遂げた。

### 農耕文化の伝播

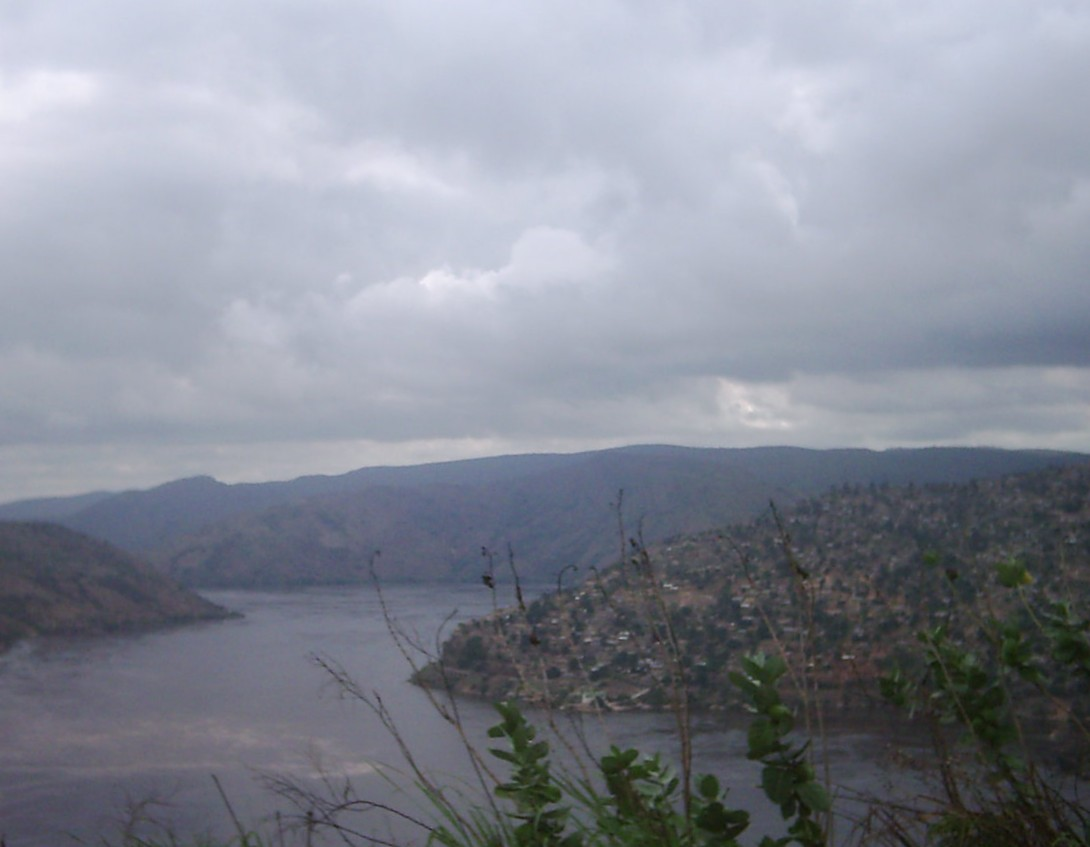
コンゴ川

約1万年前になると大陸内の民族分布も次第に明確になり、東部、南部にコイサン語族、中央部にピグミー系民族、西部に黒人系民族が根を下ろし始める。この頃のアフリカ大陸は乾燥期から湿潤期へと転換を迎えつつあり、一時はサバンナ化した森林も徐々にその版図を拡大していた。8000年前前後になると湿度はピークを迎え、コンゴ盆地からカザマンス川付近まで森林は拡大し、サハラ砂漠においても潤沢な天の恵みにより、緑が目立つようになり、いわゆる「緑のサハラ」が出現した。このような環境は約5000年前頃まで継続し、以降は再び乾燥期に入るが現在までにアフリカ大陸ではこうした乾燥期と湿潤期を数回繰り返していることが判明している。
こうした急激な環境変化は、そこに生息する人を含む生態系に大きな影響を与えた。当初ステップ化、サバンナ化したサハラで狩猟や放牧をしながら生活していたバントゥー語族は5000年前頃の乾燥期に入ると南下を開始する。そうした環境変化に伴う民族の大移動は民族間の衝突や接触の原因となった。また、湿潤期には川や湖の水位が著しく上昇し、豊富な水産資源を背景とした漁撈民族の文化が発達した。しかし、狩猟文化にせよ、漁撈文化にせよ環境の著しい変化に伴い、資源の枯渇や局地化が発生する。それらを打開するため、アフリカ独特の農耕文化が誕生したと考えられている。農耕文化はバントゥー語族の南下に伴いアフリカ全土へ広がり、紀元前3000年までには北緯5度以北の地域で農耕が行われ、紀元前後には南緯5度まで達した。

## 古王国と交易による都市繁栄の時代
アフリカ大陸では、西アフリカでニジェール川流域とオアシス都市を通じて北アフリカを結ぶサハラ越えの交易路、アジアからインドの海岸を経由してアフリカの東海岸からザンベジ川、リンポポ川流域まで至る交易路にみられるように大規模な地域ネットワークが形成されていた。一方で、複数の場所で幾つもの小規模な地域社会を形成しながらそれぞれの地域で独特の文化を育んでいた面もある。本節ではそれぞれの小規模な地域社会毎の歴史、具体的には地中海、大西洋、インド洋など、それぞれの海に面した沿岸部や、アフリカ大陸を流れるコンゴ川、ザンベジ川、リンポポ川、ニジェール川、ナイル川といった大河流域毎にその歴史の流れを記述していく。

### 北・東アフリカ史

#### 地中海・サハラ
アフリカ大陸の3分の1を占めるサハラ砂漠は、時代によってその様相が大きく異なり、そこへ住む人類の生活環境に絶大な影響を与えた。2万年前から1万年前の乾燥期には南方に大きく拡大し、熱帯雨林地帯が殆ど消失するまでの規模になっていたし、1万年前から5000年前ごろの湿潤期には逆に砂漠地帯がステップ化するなどし、前述の「緑のサハラ」と呼ばれる時代もあった。そして以降はほぼ現在と同じ砂漠化した不毛な大地が広がる地域となった。

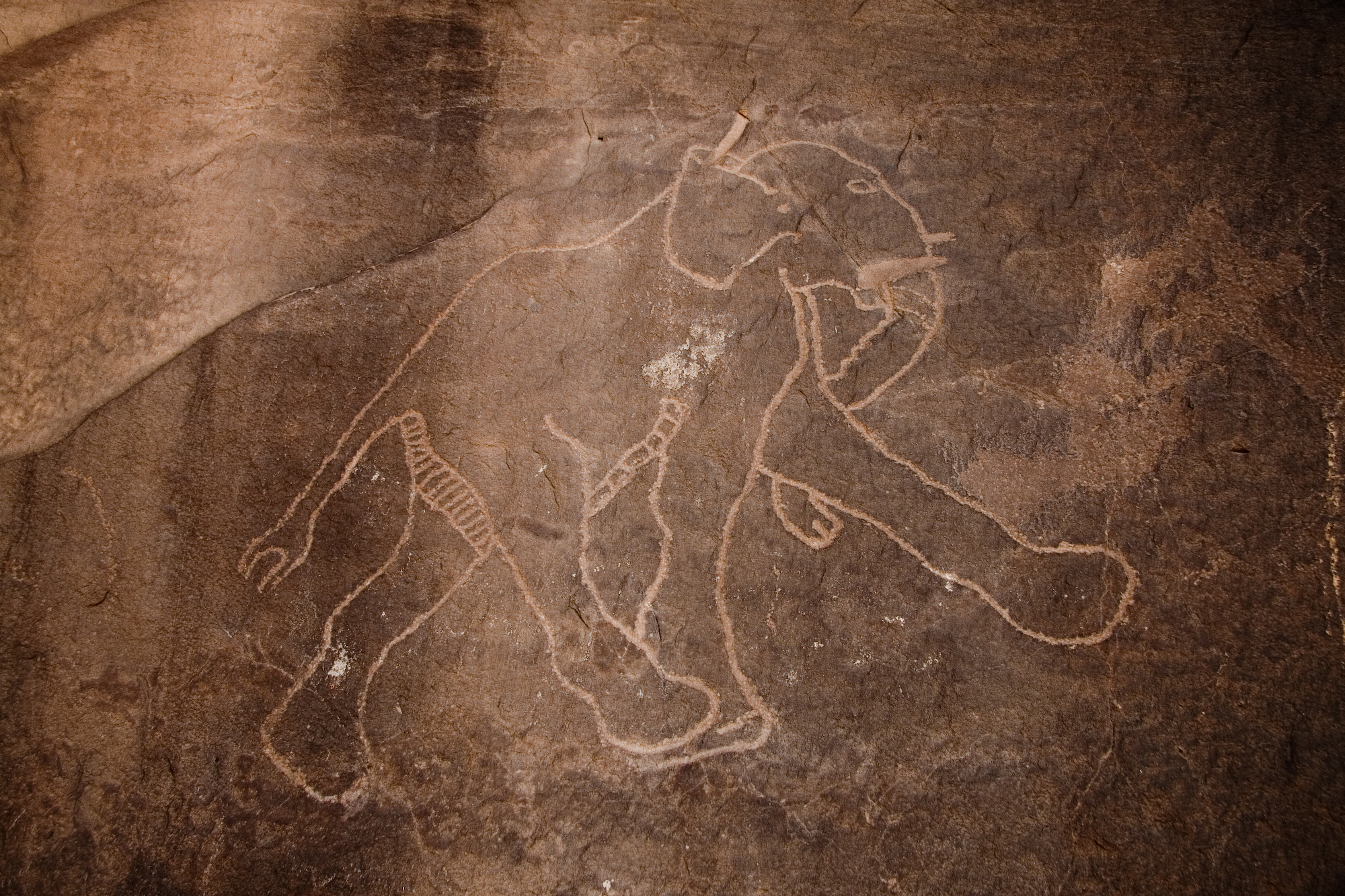
岩壁画

サハラ砂漠地域に人類が定着した歴史はかなり古くから存在するが、ラクダを使用した砂漠の横断が行われ始めるのは紀元前後で、それまではサハラ南部と地中海側の砂漠化した地帯を越えての交易は行われていなかったと考えられている。サハラには紀元前3000年ごろよりベルベル人が居住していたが、紀元前8世紀ごろより、フェニキア人によって建国されたカルタゴによって北アフリカ沿岸一帯が支配下に組み込まれるようになる。紀元前146年、ローマ帝国によりカルタゴが攻め落とされると支配下地域はさらに南下し、ローマの属州として分割統治がなされた。この頃、ディアスポラと呼ばれるユダヤ人も多数北アフリカへ定着し始めたが、118年のキレナイカでの反乱をきっかけにローマ帝国による厳しい弾圧がなされるようになると、サハラ奥地へ移住していった。
7世紀後半になり、地中海南岸がイスラム帝国の支配下に組み込まれるようになった頃、サハラを越えた南北の交易が活性化していった。これらの交易はマグリブ地域においてベルベル人によって建国されたアグラブ朝、イドリース朝、ルスタム朝などの王朝の主導によって行われていたと見られている。しかし、11世紀中ごろ、ムラービト朝が興り、サハラ交易の主導権を獲得した。

#### ナイル川水界

ナイル川水界

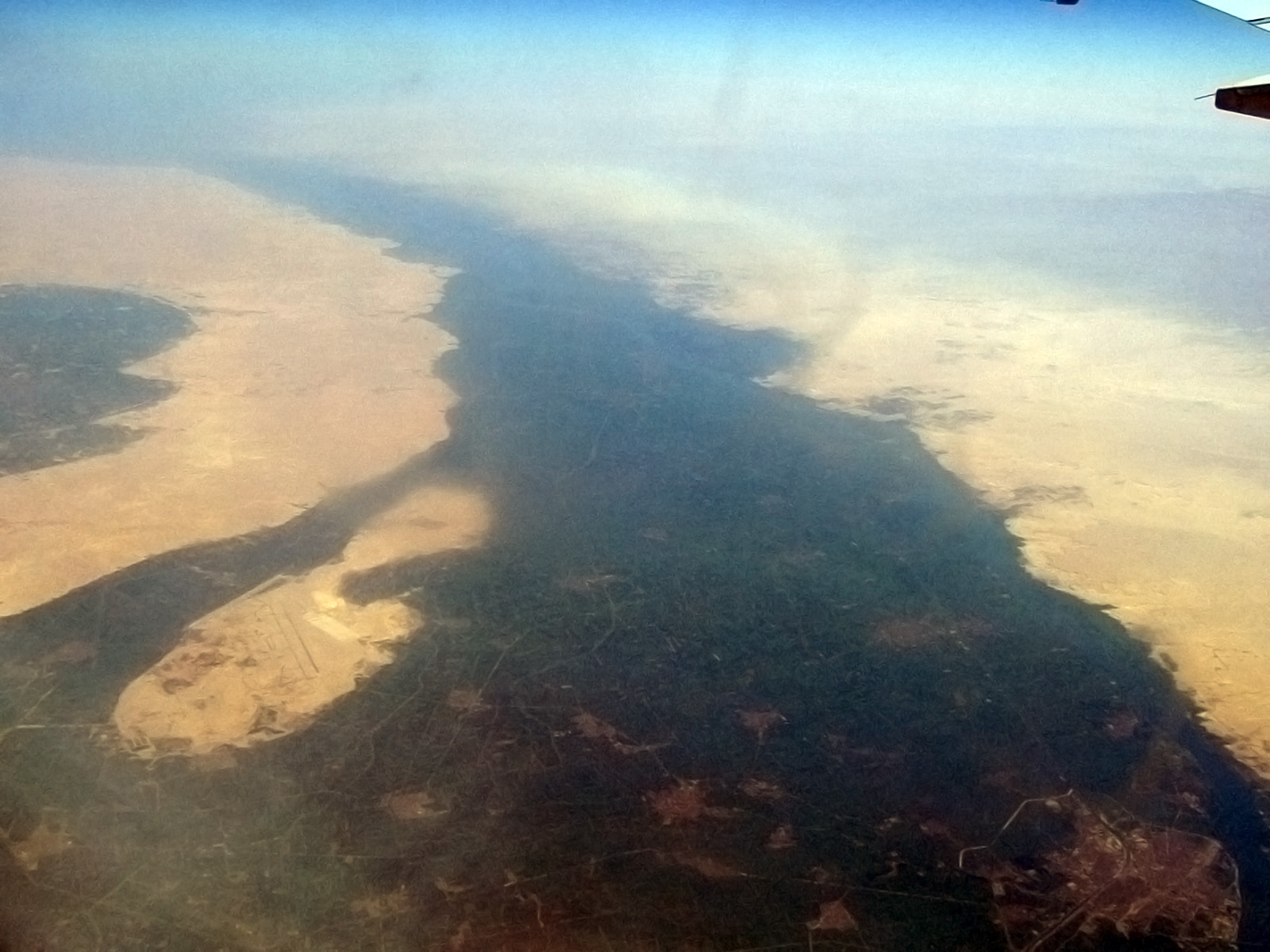
ナイル川

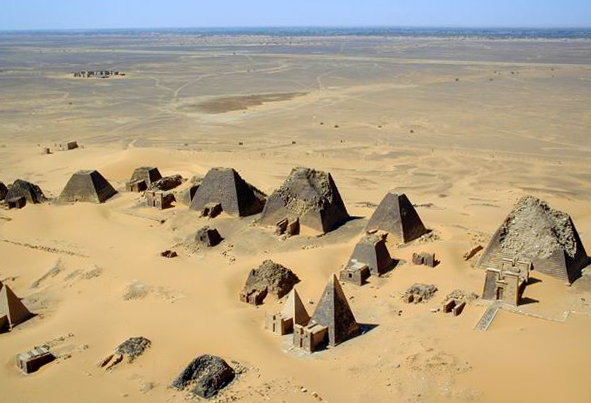
メロエのピラミッド上空写真

ナイル川はザイールとウガンダの国境から流れ出る白ナイルとエチオピアのタナ湖から流れ出る青ナイルからなり、エジプトへと流れるアフリカ大陸で最長の大河である。河口にはエジプト文明が興った。
エジプト中王国の時代に入り、ようやくエジプトの記録に、エジプト文明とは異なるクシと呼ばれる人々によるアフリカの王国、ケルマないしケリーマ王国についての言及がなされている。ケルマ王国は、アフリカ最初の黒人王国と言われ、そのピークはエジプト第2中間期ごろとされる。発掘調査によって、数千基に及ぶ墳丘墓が集まった墓地とデフファ(deffufa)と呼ばれる巨大な日干しレンガの塔のような遺構が二つ確認された。墳丘墓のなかには、直径91mに達するものがあり、300〜400人近い生贄が墓の主のために捧げられたと考えられている。東側のデフファは、墓地の中にあり、礼拝堂のようなものであったと考えられ、西側のデフファは、交易に伴う集荷場と加工製品を作る工房か交易を司る監視所のような役割を持っていたと推察される。西側のデフファの近くには都市的ともいえる住居遺構の集中がみられた。ケルマ王国はエジプト王朝と同盟関係を結び、その文化と技術を吸収していった。しかしエジプト新王国が樹立するとその支配下に組み込まれてしまい、トトメス1世の時代には滅亡してしまう。
紀元前900年ごろにナイル上流のナパタに興ったクシュ王国がエジプト第22王朝、エジプト第23王朝を滅ぼし、エジプト第25王朝を開く。しかしアッシリアの侵攻に遭い、紀元前656年に滅亡、ナパタへと引き上げていった。ナパタにあるジュベル・バルカル、エル・クル、ヌリ、サナムには、墓地と神殿が築かれた。特にジュベル・バルカルには、ラムセス二世が築いたアモン神殿がありクシュ王国の精神的な拠り所となった。ナパタにあるクシュの「王墓」は、小さなピラミッドで覆われる特徴があり、ミイラを作る習慣もあった。都市と呼べるような大規模な集落跡があるとすればサナムであるが、それを想起させるような遺構は発見されていない。その後、クシュ王国は首都をナパタからさらに南のメロエへ移動させ、そこでメロエ王朝を造り上げた。
メロエでは太陽神アメンをはじめとするエジプトの神々とライオン神アペデマクなどの地域の神々を融合した宗教観念を持ち、エジプト文字を改変したメロエ文字を使用するなど、独自の文化を築き上げていった。クシュ王国がメロエへ遷都した理由として、農耕や牧畜を行える広い土地があり、製鉄を行うのに必要な燃料を確保できる森林があったこと、紅海とエチオピア高原、はるか西方のチャド湖を繋ぐ交易の要衝であったこと、エジプトから政治的文化的に独立し、影響力を断ち切るのに都合がよいことなどの要素があったと考えられている。メロエは、1km×750mの範囲に広がり、内部を石壁で方形に区切り、その区画一つ一つに外面を焼き締めた煉瓦で覆った日干し煉瓦の壁を複雑に入り組ませていた。研究者たちが、「ローマ浴場」と呼ぶような凝ったレリーフを施し、井戸から水を引くレンガを敷き詰めたプールの遺構も確認されており、憩いの場としての浴場が造れるほどの余裕があったことを示している。
メロエの西南西100kmほど上流にワド・ベン・ナカで相当規模の街と王宮、神殿があったことが確認されている。ワド・ベン・ナカの王宮は、50m×50mの正方形をしている少なくとも二階建ての建物で、真南に入口があり、砂岩でできた列柱の間が玄関として設けられている。壁は日干しレンガを焼き締めレンガで覆い表面を白い漆喰（しっくい）で塗っていた。上の階はほとんど失われていたため、その性格について正確なところは分からないが、下の階は、貯蔵施設で壺が置かれた部屋や、象牙や木材が置かれた部屋などがあった。また、やはりワド・ベン・ナカの南東、メロエから南西100kmほどの地点にあるナカ遺跡では、二ヶ所の広大な墓地と七つの石造りの神殿を伴う大規模な街があったことが確認されている。神殿のうちナカマタニとアマニテレのライオン神殿の外面レリーフには、エジプト風に横を向いて剣を振りかざし、捕虜の髪を掴むアマニテレ女王の姿が刻まれていて、メロエ王朝の権力の大きさと繁栄ぶりを描いている。
メロエ王朝の遺跡からは、エジプトだけでなくギリシアやローマとの影響、交流があったこともうかがわれ、製鉄技術をアフリカ南部へ伝播する役目を担っていたとも言われている。しかしエチオピア北部に興ったアクスム王国によって4世紀頃に滅亡させられてしまう。
メロエ王朝崩壊後、4世紀頃にナイル川流域にヌビア人によってノバティア王国、マクリア王国、アルワ王国という3つのキリスト教王国が作られた。これらのキリスト教の浸透は1000年の長きにわたって続いたが、641年ごろより侵攻を始めたイスラム教に徐々に駆逐されていき、この地域からキリスト教は消滅することになる。そして13世紀後半にマムルーク朝との戦争に敗れたマクリアはエジプトの支配下へ、ノバティア、アルワは15世紀にイスラム教徒によって滅ぼされた。
そして15世紀に入ると紅海沿岸を発祥とするフンジ王国が設立、青ナイル流域にまで勢力を拡大していった。15世紀後半にはダルフールの山地にダルフール王国が築かれる。ともに19世紀まで存続していったが、ムハンマド・アリー朝によって滅亡させられてしまう。

#### エチオピア高原、アフリカの角地域

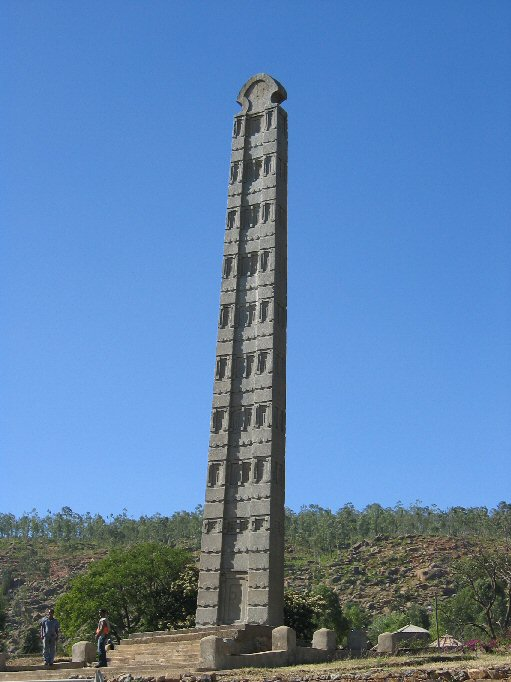
アクスム市にあるエザナ王の石柱。高さ23mに達する。

一方、エチオピア高原へ目を向けると、この地にアクスム王国という国家が1世紀ごろに設立されている。イエメン地方から紅海を渡り移住してきたセム語族が築いた王国で、アラビア文化を継承しつつ、独自の文化を育んでいった。4世紀にメロエ王朝を滅ぼしたエザナ王はコプト正教会を国教とし、ギリシャ、ローマ帝国、そしてそれを受け継いだ東ローマ帝国との港湾都市アドゥリスを通じた紅海貿易で繁栄した。また、コプト正教会は、庶民へとも浸透していったが、7世紀にアラビア半島がペルシアに支配され、周囲のイスラム化が進むと、孤立し、交易ルートを断たれたアクスム王国は衰弱の一途を辿った。

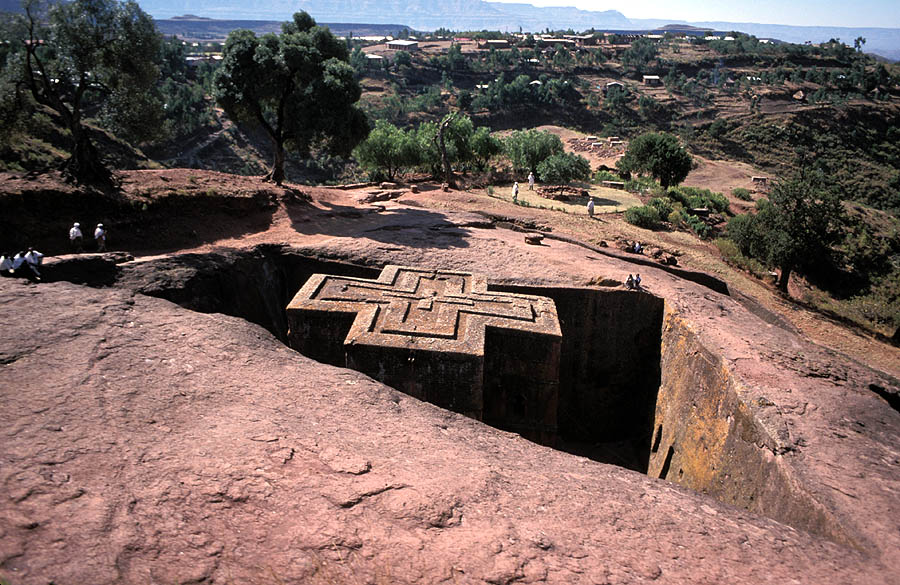
ラリベラのギョルギス聖堂。岩窟教会のひとつ。

11世紀頃にやや内陸のラスタ地方からザグウェ朝が興り、世界遺産になっているラリベラの岩窟教会群が造られた。13世紀後半、アクスム王家の血筋を名乗るイクノ・アムラクがラスタ地方の南方、アムハラ、ショア地方から挙兵して、1270年、ザグウェ朝を倒し、ソロモン朝を開いた。ソロモン朝は、交易によって結びついたアムハラとショアのキリスト教勢力とイスラム教勢力の連合体とお互いの勢力の均衡の上に成立していた。イクノ・アムラクの孫、アムデ・ション（位1314〜44）の時代に遠征を行い、タナ湖の北方のユダヤ（ファラシャ）人勢力、東方のアデン湾からアワシュ川流域に住むイスラム教勢力を支配するのに成功した。しかし、アワシュ川流域に住むイスラム教勢力は、ソロモン朝の有力な隣国であるイファトのスルタン国に接近することになったが、アムデ・ションは、イファトのスルタン、ハケディンの領内で、キリスト教徒がイスラム教徒に捕まえられて奴隷として売られた事件を口実にイファトを攻撃して、これを打ち破り、駐屯部隊を置いて支配した。イファトの属国化によって他の小スルタン国もアムデ・ションの支配下に入ることになり、ダワロとシャルハなどアムデ・ションにつく交易都市も出現した。ソロモン朝の時代には大きな都市は造られることはなかったが、これは、ソロモン朝の皇帝が移動する「宮廷」、つまり、皇帝の家族から騎兵、近衛兵、官僚たちとその家族、皇帝の一族や文官、武官たちのために教会を運営する僧侶たちを引き連れてキャンプによって国土を支配した。征服地には、全く別の場所から連れてきた言語、民族が異なる兵士からなる駐屯軍が置かれ、小さな反乱であればすぐに鎮圧し、鎮圧が困難であれば、近隣地から援軍が来る仕組みになっていた。ソロモン朝は、強大化した軍隊と富とを背景にエチオピア教会を保護したため、イスラム教徒に不満がくすぶるようになっていった。エチオピアでのイスラム教徒の自由や安全、利益を守ることを要求するマムルーク朝に対し、エジプト国内のコプト派キリスト教徒の自由や安全、利益を守ることを要求して強硬な態度をとっていた。また、ゼラ・ヤコブ（位1434〜68）の時代にはヨーロッパに使節を送り、ヨーロッパ人の職人、技術者を連れ帰ることに成功した。しかし、ゼラ・ヤコブの死後、帝国の安定は息子のビイデ・マリヤム（位1468〜78）の治世までしか維持されず、後継者争いで衰退の一途を辿り16世紀前半に起こったイマーム・イブン・イブラヒムによる反乱によって決定的に崩壊することになる。

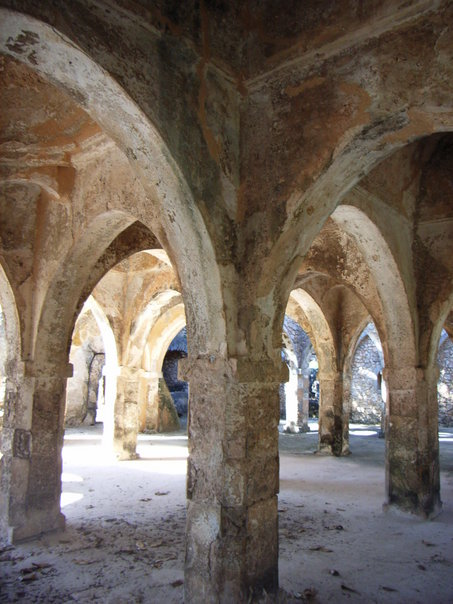
キルワ・キシワニの大モスク跡

一方、東アフリカ沿岸部は、古来からイスラム商人によるインド洋交易が盛んで、イスラムとの融合でスワヒリ語が形成され、スワヒリ文化圏と言える多くの港湾都市が繁栄したことで知られる。それを支える東アフリカのスワヒリ人（スワヒリ語を使う人々）の通常の生業は、農業と漁労であった。10世紀の著述家であるアル・マスウーディーによるとココナッツ、ヤムイモ、バナナ、アズキモロコシを栽培していたと伝えている。また15世紀のポルトガル人の著述家によると、ウシ、ヒツジ、ヤギなどを飼い、サトウキビや綿花を栽培していたことを記述している歴史家もいる。綿花については、出土品に紡錘車が見られることからも綿織物が作られていたことが分かる。一般の人々の家は、草やヤシの葉などで屋根を葺（ふ）いて壁や柱を粘土や木材で作った家であった。これらの家が集まって村落を形成し、規模が大きくなると都市になった。。
一方で、キルワに見られるように都市に住む人々のうち裕福な者は石造りの家に住み、宮殿や大モスクは、数階建ての建築物であった。漁労で得た貝殻は、様々な形の容器やビーズ、スプーンを作るのに用いられた。また貨幣に使用された夥しい量のタカラガイ（小安貝）が東アフリカ沿岸の集落、都市遺跡からは発見される。
9〜10世紀ころには、マリンディのやや北方にあるマンダ島が交易の中心として繁栄していたことが分かっている。マンダ島で発見される遺物にはサーサーン朝以来の伝統を引き継いだイスラム陶器、13世紀に相当する元代の青磁、乾燥させた素地に顔料を混ぜた化粧土を塗って一部を掻き落とす技法を用いたスグラフィート陶器などが発見されている。
東アフリカで交易で繁栄した町として知られるのは、キルワないしキルワ・キシワニ（「キルワの島」の意）が挙げられる。10世紀から12世紀ころにイラン南西部の都市シーラーズから渡ってきたアラブ人のグループによって商業拠点が造られ、シーラーズ王朝が作られたのが始まりとされている。アラブ人とペルシャ人と現地の人々との混血が行われて、人種的にも文化的にも独自の発展を遂げることになる。
12世紀以降、アフリカ東海岸は、ラム群島とザンジバル（古名ウングジャ）を経由し、キルワに至る交易路が形成された。キルワ・キシワニが発掘調査された結果、前述したように貨幣に用いた多量のタカラガイ、各種のイスラム陶器、ガラス製品、紅玉髄や石英を加工して作ったビーズ、マダガスカル産の凍石を加工して作った壺などが発見された。また、12世紀中葉以降、宋代の青磁を輸入するようになった。一方マリンディとモンバサは、豹の皮と鉄製品を輸出していたことで知られていた。マリンディの南方にある港町ゲディはアラブの史料には記載されていないが、黒と黄の文様が施されたイスラム陶器、緑釉をかけたスグラフィート陶器を輸入し、このころから繁栄していたことが考古学的調査で判明している。
アラブの地理学者ヤークート・ビン・アブダラー・ハマウィーは、13世紀のモガディシュについて、東アフリカで最も著名な都市の一つであること、住民がイスラム教を信仰するアラブ人で、混血の人々もいること、彼らが複数のコミュニティを作って生活していることを述べている。当時のモガディシュは、黒檀、白檀、象牙などを輸出していた。ヤークートは、キルワについて現在では知ることのできる最古の記録を残していることでも知られる。彼の記録によると、キルワは島ではなく沿岸に築かれた街であること、またザンジバル島についてもラングジャ・ウングジャという名で記述しており、独立した国家があって交易の中心都市として繁栄し多くの船が寄港していた様子について述べている。このことは、先述したポルトガル人歴史家がキルワについて多くの大型船が寄港していたこと、その大きさは50トンのキャラベルと呼ばれる大型の帆船にも決して引けを取らない立派なものであったと述べているがそのような船が200年前からアフリカ東海岸とインド洋を航行していたことを想像させる。
13世紀中葉のキルワは、サンジェ・ヤ・カティ島の島民と考えられているジャンガとの抗争の末、これに勝利し14世紀初頭になって、アブル・マワーヒブ王朝のもとで大きく発展を遂げた。多量のスグラフィート陶器、宋代の青磁を含む磁器、浮彫文様が施された香料などを入れる瓶や巻き玉や管玉などのビーズ類に代表される多量のガラス製品がこの時期に輸入されていることがその繁栄を物語っている。ゲディでは、キルワと同様なイラク、イラン産のイスラム陶器、浮彫文様が施された香料などを入れる瓶などのガラス製品が輸入されている。
14世紀のアフリカ東海岸の様子については、イブン・バットゥータによってモガディシュが交易の中心地であって、商人たちは、モガディシュの住民たちの中から信用できる人物を代理人として選び、交易に伴う取引の仕事を任せるようになったと記述されている。またバットゥータが1331年にキルワを訪れた際、人口は1万2千人に達したこと、キルワのスルタン（王）は、海岸沿いの断崖に宮殿を築いていて「アブ・アル・マハウィーブ」（贈り物をする父）と呼ばれていたことを記録している。キルワでは、この時期中国産の陶磁器の輸入量がイスラム陶器を大きく上回るようになった。イスラム陶器のうち主要な物を挙げると、アデン産と考えられるつや消しの行われた黄色い釉薬をかけた黒色文の粗製陶器が主体であった。ゲディでは青緑釉のラスター彩陶器が輸入され始め、ガラス製管玉、巻玉のビーズと赤い胎土の球形ないし円筒形のビーズは輸入され続ける。14世紀の後半には、明るい緑色釉を施し、厚手で球状を呈したイスラム単彩陶の最古段階のものが見られるようになる。中国産の陶磁器のうち主な物は、福建省の龍泉窯産の青磁連弁文碗、磁州窯産などの白地黒掻き落としなどが代表的なものであった。
15世紀は、キルワが、支配階層の抗争によってゆっくり衰退する時期と考えられているが、輸入陶磁器の量は増えている。イスラム単彩陶は、緑から青緑色の物であり、中国産の陶磁器は、青磁や青白磁が主体で、ビーズはほとんどが赤い管玉になっている。輸出品は、金、犀角、奴隷、象牙、真珠、貝殻類であり、東海岸の北部では豹皮を輸出する街もあった。ゲディは、明の青花と白釉と青釉のラスター彩陶器を輸入していたことが分かっている。

### 西アフリカ史

#### ニジェール川水界

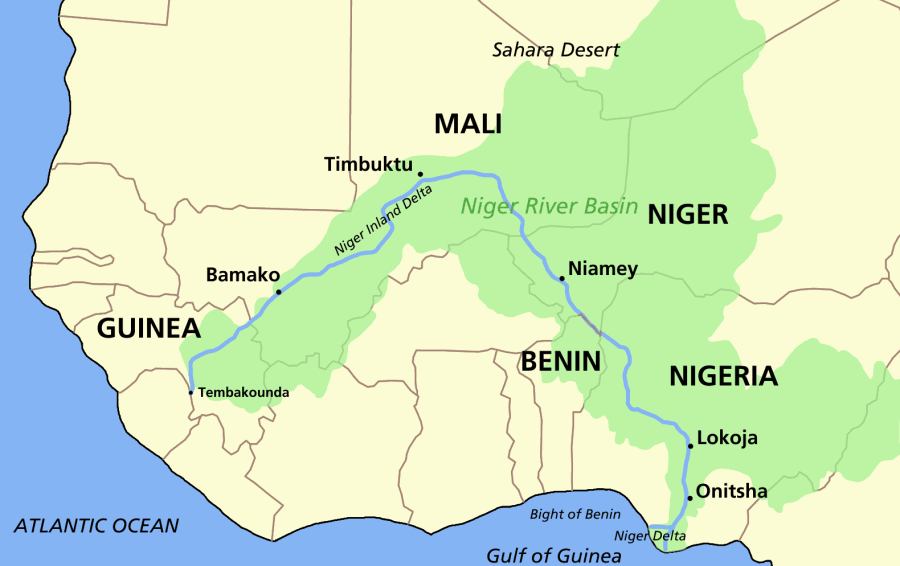
ニジェール川水界

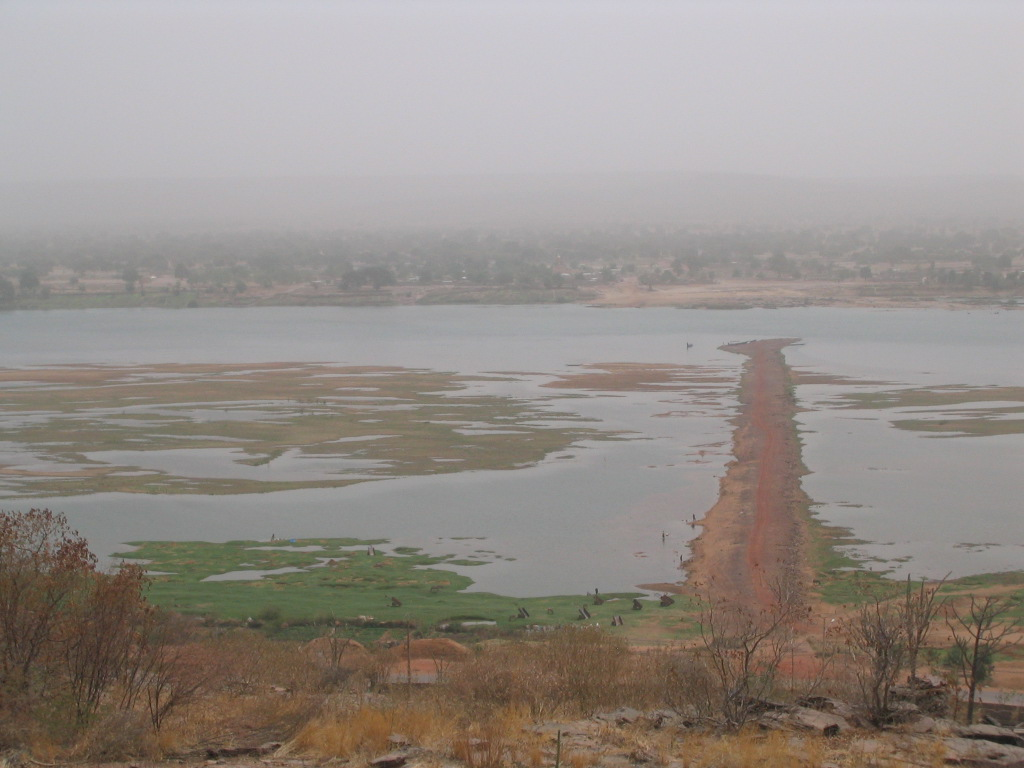
ニジェール川

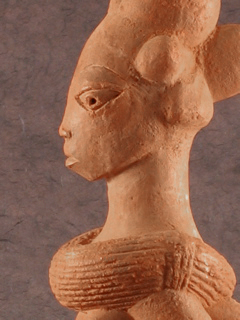
ノク文化の土偶

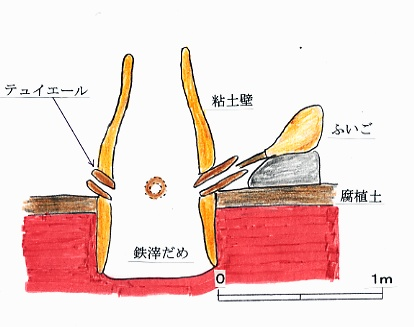
ノク文化の溶鉱炉

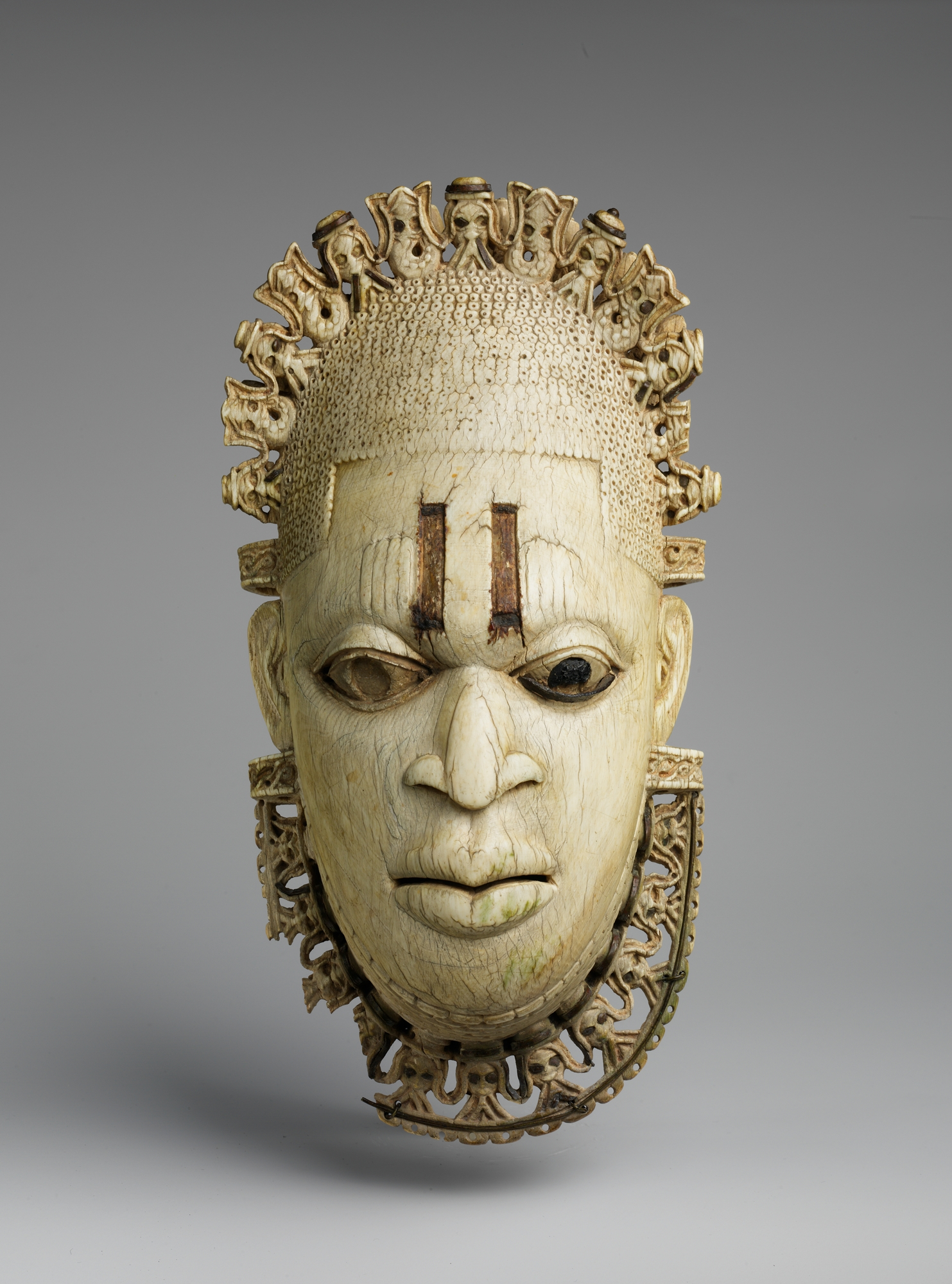
ベニン王国の象牙製仮面

ニジェール川はギニアにある山地から流れ出てニジェール盆地で大きく湾曲してギニア湾へ注ぐ。金の産地があり、肥沃な大地は古くから遠距離交易が行われ、巨大な王国が勃興した地域となった。この地域では紀元前3000年から2000年の間に植物の栽培が行われるようになったと見られており、ヤムイモやアブラヤシ、コーヒーなどが作られていた。それらの栽培や農業の生産が開始されることによって住民の定住が可能となった。紀元前5世紀から2世紀にかけて、ナイジェリアの中央部にあるジョス高原において土偶で知られる初期鉄器文化であるノク文化が繁栄した。タルガ(Taruga)とサムン・ドゥキヤ(Sumun Dukiya)の調査で、ノク時代のものである居住層が確認され、放射性炭素年代測定によって年代が確定した。
ノク文化の集落遺跡は、山頂のような場所で確認されることが多く、地表面のあちらこちらに長さ数百m以上に及ぶ花崗岩などを用いた集落を防御するための囲壁と思われる遺構が確認されている。このような遺構はノク文化において既に大規模な協同作業が行われていたことを示している。
また、タルガやサムン・ドゥキヤのノク文化の居住層からは、土偶や土器のほかにノク人が鉄の生産を行っていたことを示す溶鉱炉跡の遺構が検出された。炉は、農具や矢と槍先に着ける刃物、尖頭器、腕輪も製作していたと思われる。このことは、農作業によって必須となる鉄製道具を製作する職人たちが力を持つようになったことを示し、ノク文化の諸遺跡のほかには、ニジェールのド・デミなどで鉄の利用が確認されている。少なくとも紀元前5世紀には西アフリカでは鉄製道具を使用していたことが分かっており、アフリカ全体でも鉄生産が始まった他地域と並行するか最古の時期に属することが判明している。また、ノクのテラコッタは、後のイフェやベニンの青銅彫刻、イフェに並行してナイジェリア国内のギニア湾岸に興ったエシエの石彫、中南部アフリカのバンツー文化の彫刻にまで影響を与えたと考えられ、考古学や美術史で注目されている。
9世紀頃になると、ナイジェリア南東部、ニジェール川の三角州の付け根付近にあたるイボ＝ウクゥにおいて青銅器製品を多量に伴う素晴らしい王墓が造られた。10世紀〜15世紀頃には、青銅製などの素晴らしい彫刻で知られるイフェ王国と、ソープストーンの塑像で知られるエシエ文化が栄えた。
密林によって外部の文化から阻まれた南部と異なり、北部ではキャラバン交易を通じ北アフリカから物資や文化の伝播があり、イスラム教を受容した。チャド湖周辺には12世紀から13世紀ごろアフリカのキャラバン交易路の利益と軍事力でカネム・ボルヌ帝国が全盛を迎えた。この王家は19世紀まで続いた。この地域における最古の王国とされるのが8世紀のアラビアの史料に既にその存在が記されているガーナ王国で、地理学者アル・ヤクービーによって「ガーナという黄金の国の王は強力で、彼の権力の元に多くの王が属している」と述べている。ガーナ王国の首都はモーリタニアとマリの国境付近と考えられており、そのクンビ＝サレー遺跡の規模からは1万人から2万人の住民が居住していたと思われる。ガーナ王国は交易を通してイスラム教の影響を強く受けるようになり、11世紀末にはほぼ王国全土に浸透したとされる。
13世紀中盤に入るとマリ王国がマンディンカ族によって作られた。こちらも早い段階からイスラム教を受け入れており、伝統的に王はアル・ムスルマーニと呼称されていた。1353年にこの地を訪れたイブン・バットゥータはマリ王国の様子について「王は絹布がしかれ、黄金の鳥が象られた日除けが設置された宮殿の中庭で謁見する。王の後には300人の武装した奴隷達が傅き、玉座に着くと太鼓や角笛が鳴り響く」などと記述されている。マリ王国は16世紀末にトゥアレグなどの北方民族の侵略を受け、17世紀ごろには滅亡していった。
ソンガイ王国は、ニジェール川東岸に漁猟や牧畜などで生計を立てていたソンガイ族が11世紀後半に建国したもので、長らくマリ王国の支配下にあった。15世紀前半のスンニ・マダウの時代にマリ帝国の首都ニアニを攻撃して大勝利を収め、24の奴隷部族を奪った。1464年にソンニ・アリ（スンニ・アリー）の治世と次代のアスキア・ムハンマド1世の治世に一気に勢力を拡大させ、西スーダンのほぼ全域を支配する空前の版図を築いた。その都市の一つトンブクトゥーには北アフリカから多くの宗教指導者や学者が招かれ、学問の都市として名が知られるようになっている。しかし、16世紀にはいって岩塩鉱山の採掘権を巡りモロッコとの紛争が長引いて、16世紀末、王位継承争いで国土があれはて、鉄砲隊をもつ精強なモロッコ軍に直接攻撃を受けて滅亡した。
これらの3国はその版図の広さから、しばしば「帝国」と冠され、呼称される場合もある。
ニジェール川中流域では、10世紀ごろから城壁に囲まれた都市を中心とした小国家が複数成立し、ハウサ諸王国と呼ばれた。初期はそれぞれソンガイ王国の支配下にあったが、ソンガイ王国滅亡後はそれぞれが独自に活動を始めることになる。
一方、14世紀にナイジェリア南部に興ったベニン王国は、交易のみならず、15世紀末に来航したポルトガル人から銃を取り入れ軍事力と王権を強化し、18世紀になるまで繁栄を誇った。イフェの彫刻とともに青銅製や象牙製の彫刻の雄品で知られ、後にヨーロッパに紹介されると、20世紀美術に多大な影響を与えることになり、美術史上も非常に注目されている地域である。

#### コンゴ川水界

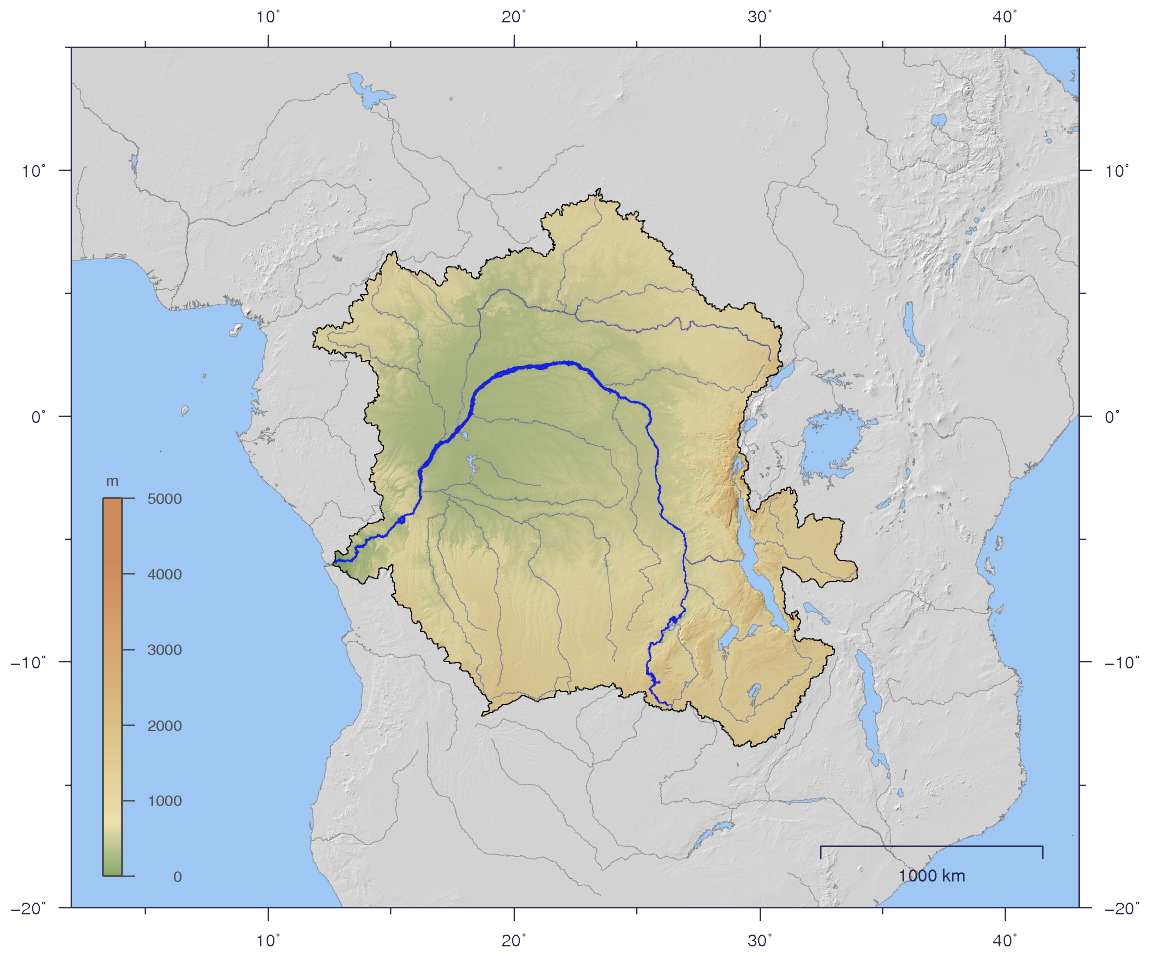
コンゴ川水界

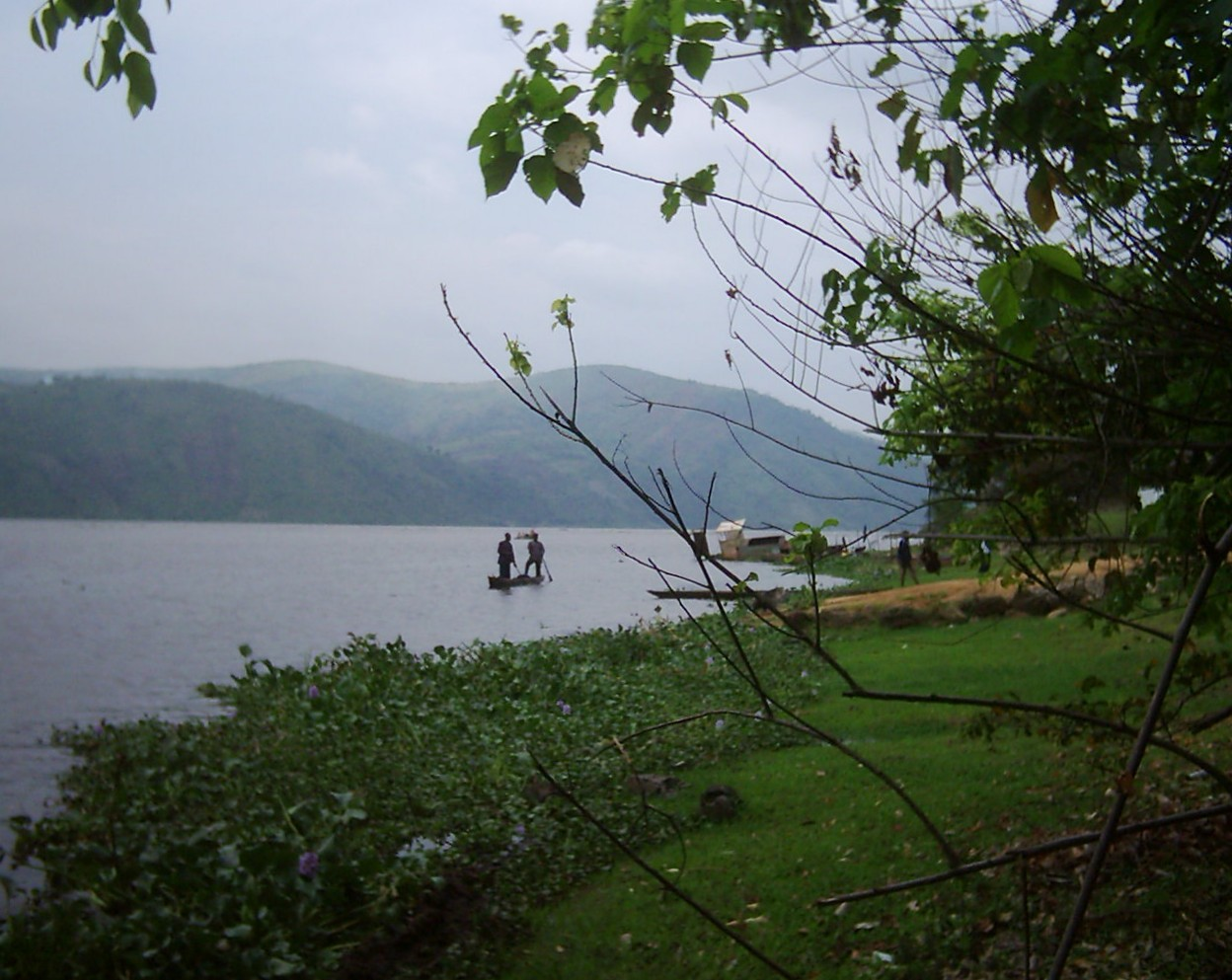
コンゴ川

コンゴ川（旧称ザイール川）はアフリカ大陸の中央部を螺旋状に回り、大西洋に流れ込む大河で、15世紀頃よりコンゴ王国、ルバ王国、ルンダ王国などの文明を形成してきた。コンゴ王国は河口付近からアンゴラ近辺まで分布するサバンナを中心として形成された王国で、ルバ王国、ルンダ王国はコンゴ川の源流域に成立したサバンナの長距離交易を中心とする王国である。しかし、これらの王国が形成される以前、およびコンゴ川流域の熱帯雨林地帯で古くから活動していたとされる民族に関しては断片的な記録しか存在しておらず、およそ全ての歴史を語ることは現時点では不可能となっている。
当時のエジプト王朝の資料から、少なくとも5000年前の段階で狩猟系民族がこの地で活動をしていたことが判明しており、紀元1世紀ごろまでの長期にわたって、森林地帯の資源を独占的に利用していた。紀元1世紀頃、バントゥー語族の南下の影響によりこの地に大きな変化が起こった。ナイジェリアとカメルーンの国境周辺にいた彼らがどうしてこの地へやってきたのかはいまだよく分かっていないが、鉄器を携え、農耕技術を伝えたバントゥー語族と、現地の狩猟を生業とする民族は上手く融合しあい、その数を増加させていった。5世紀に入ると東南アジアよりバナナが伝えられる。バナナはその生産性効率の良さから瞬く間にそれまで作られていたヤムイモやアブラヤシに取って代わって基幹農作物の位置を確立し、この地に住む住民の生活に大きな変革をもたらした。消費量を大きく上回る生産が可能となり、やがてそれはコンゴ川沿岸に居住する漁撈民族との物々交換という接触に繋がっていった。
こうして10世紀を迎える頃までには陸の民族と川の民族の広域な文化ネットワークが確立し、コンゴ川周辺に文化的な一体性を作り出した。これらの下地が15世紀の王国の設立に繋がっていったとされる。

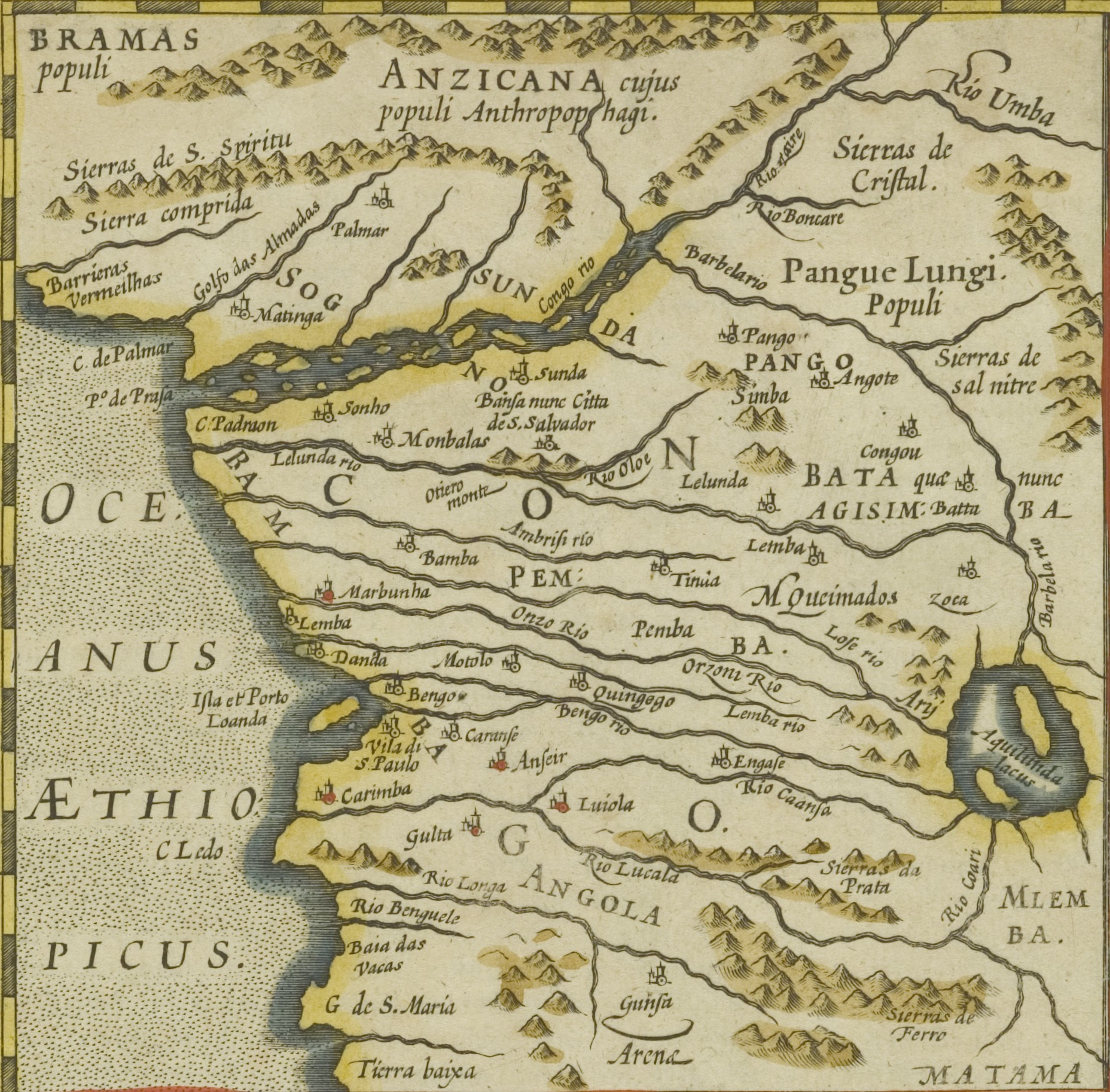
コンゴ王国を示す地図

14世紀後半に鍛冶師ヌティヌ・ウェネによって設立されたとされるコンゴ王国は1482年にポルトガルの探検者ディオゴ・カンによって「発見」され、ヨーロッパへ「紹介」がなされた。当初は対等の相互交流的な関係を持ち、1490年、当時のマニコンゴ（王）であったンジンガ・ンクウはキリスト教へ改宗し、ドン・ジョアンという洗礼名も授かっている。
最盛期のアフォンソ2世の時代には王国の版図は東西320キロ、南北480キロという広大な領地を持ち、中央集権的な制度を携えていた。支配下地域はそれぞれ幾つかの州に分けられ、それぞれの州に統治者が存在し、統治者は貢物としてヤシ酒、果物、ウシ、象牙などをマニコンゴへ贈っていたようであった。
一方コンゴ川源流域においても1500年ごろにはルバ・ルンダの両王国が形成されていた。コロンゴという人物によって建国されたルバ王国は、首長を頂点として複数のクラン（父系民族）と奴隷が合体する社会構成をとっており、複数の首長の共同体として村を形成していた。彼らは農業・漁業を生業とし、さらには鉄・銅・塩などを交易品として東アフリカのインド洋沿岸地域民族と通商していたようである。また、チビンダ・イルンガによって建国されたルンダ王国もルバ王国と同様の形態を持っており、アフリカ東部やアンゴラなどと交易をしながら生活していた。特に銅が多く産出し、主要な交易品となったようである。

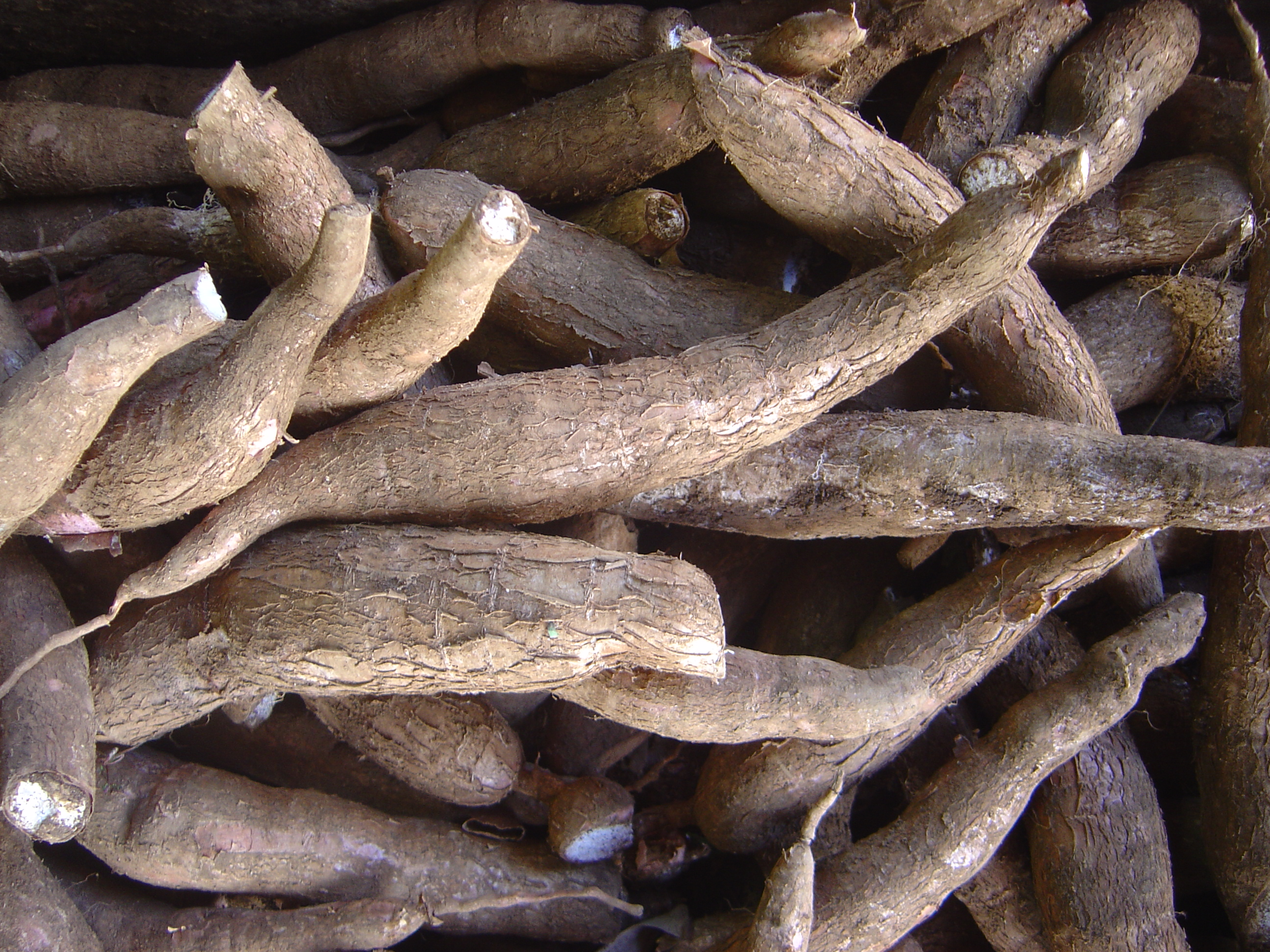
キャッサバ

ポルトガルとの接触までの長い期間、大陸内部の閉じた世界で完結していたコンゴ川水界は、それまでの水産資源の産出、地域住民交流の為の交通手段に加え、新たに未知の大陸から来る産物を川に遡って運搬する西の窓口として機能するようになった。その窓口よりもたらされた新しい作物キャッサバはバナナよりもさらに生産性・生育性が高い作物で、バナナが広がった時と同様、各地の農業形態に大きな変革を起こした。その他ヨーロッパからは銃、火薬、衣服などの工業製品や銅細工、鉛細工などの工芸品、肉や魚の燻製などが齎され、生活水準が飛躍的に向上している。一方コンゴ王国からは木材や土器、象牙、奴隷などが交易品として取引が行われていた。
コンゴ川水界における「奴隷」は初期の頃は地域間の戦争や犯罪者など、一時的に捕虜にした者を指していたようであったが、それを「労働資源」として交易品に加えることが15世紀初期の交易段階で既に行われていた。やがて奴隷の需要に対し供給が追いつかなくなるにつれ、交易当初のヨーロッパとコンゴの対等な関係は徐々に失われていき、強制的に奴隷を求めるようになり後述する奴隷社会へと繋がっていった。

### 南東アフリカ史[注釈 18]

#### ザンベジ・リンポポ川水界

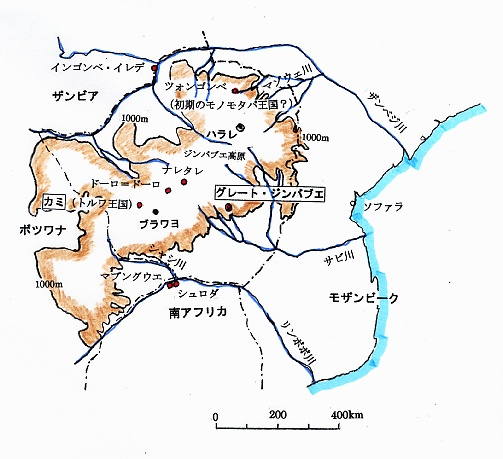
ザンベジ・リンポポ川水界

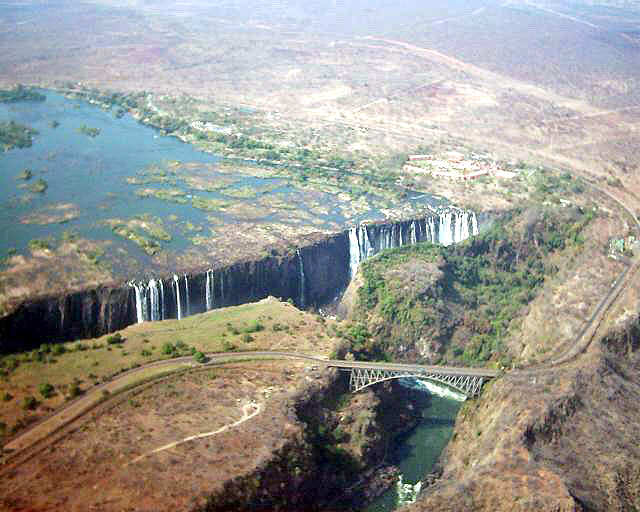
ザンベジ川

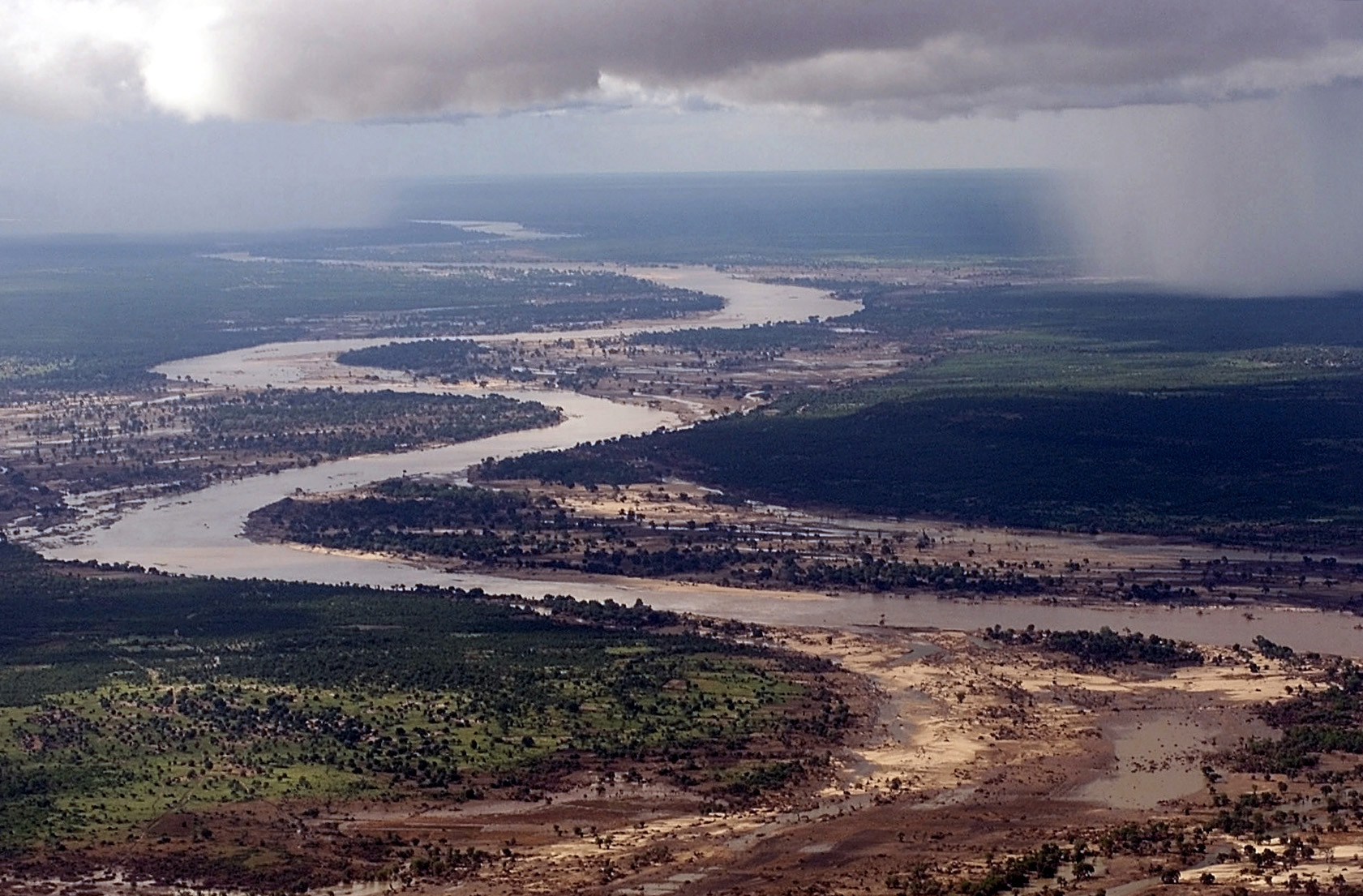
リンポポ川

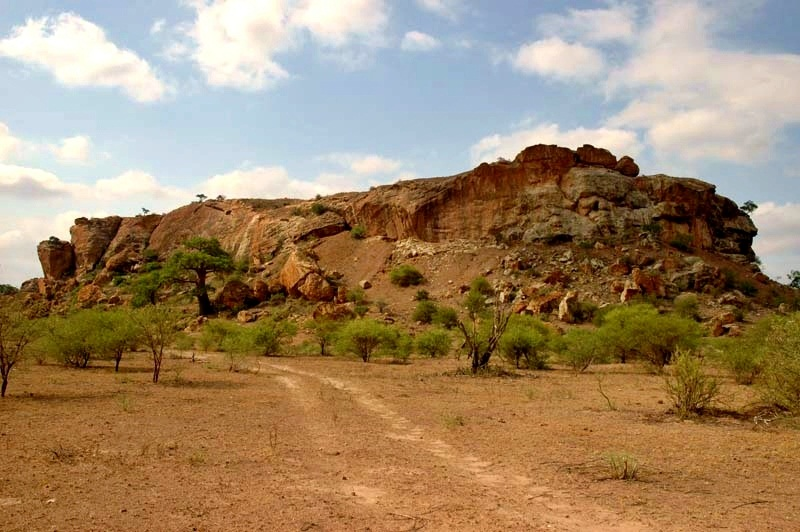
マプングブエの丘

ザンベジ川、リンポポ川はそれぞれインド洋へ注ぐ南部アフリカを代表する大河で、この二つの大河に挟まれた肥沃な大地には古くから文明が栄え、15世紀にその栄華の頂点を極めたグレート・ジンバブエをはじめ、10世紀以降数多くの王国が勃興している。その理由としては高原地帯というアフリカ大陸で比較的過ごしやすい生活環境もさることながら、豊富な金の産出がその最大の要因であることは間違いない。外洋世界との比較的早い時期からの金の交易は外来文明の早期流入に繋がり、都市と国家の発展を促した。
いつごろからこの地で生活が営まれていたかは定かではないが、紀元前500年ごろより、この地においてもバントゥー語族の活動が見て取れる。このバントゥー語族の移動により、かつてこの地で生活していたとされる民族は定住地を追い出されたと見られ、洞窟などにみられる幾つかの岩壁画を残し、消えていった。その生活様式自体はカラハリ砂漠で生活をするブッシュマンに引き継がれていった。マクル遺跡の調査・研究により、700年ごろになると生活水準はかなり高くなっていたことが判明している。現代と変わらない丸い土壁に草を葺いた屋根を持つ家に住み、ヒツジ・ヤギ・ウシなどを牧畜し、ミレットを農耕し、さらに鉄鉱石の採掘場や土器の使用なども認められるほか、ダチョウの卵殻や銅で作った装飾品などを身につけていた。900年を越えるころになるとそれまでの遺跡にはみられない防衛を考慮した村造りが見られるようになり、土器の装飾などがショナ人のそれに近づいていく。ただし、この変化がショナ人が到来したことを意味しているのか、本来の民族の進化を意味しているのかについて結論付けはいまだなされていない。ともあれ、沿岸部において900年以降、奥地において1200年以降はザンベジ・リンポポ川水界はショナ人の世界となった。
この地に初めて国家として成立したとされるのは1150年ごろのマプングブエ王国とされている。10世紀ごろよりジンバブエ高原で生活していたショナ人が1075年ごろ、リンポポ川中流域のマプングブエの丘へ移り住んだ。金、銅、青銅を加工した装飾品、象牙細工や骨製道具などの奢侈品の製作を得意とし、やがて東海岸への金の輸出に対し影響力を行使するほどの発展を遂げた。9ヘクタールほどの都市を形成し、ジンバブエ高原南西部を領土として、幾つかの衛星都市も確認されている。さらに高原の南縁にはアフリカ最大の石造遺跡でジンバブエの国名ともなったグレート・ジンバブエがあり、マプングブエに酷似した生活形態を持った集団が生活していた。最盛期には人口1万8000人を抱えるこの国家の台頭は13世紀ごろ、マプングブエ王国の没落と同時期に起こっていることから、金の交易ルートを巡り、衝突があったと考えられている。グレート・ジンバブエは1500年ごろに滅んだとされるが、その原因はよくわかっていない。

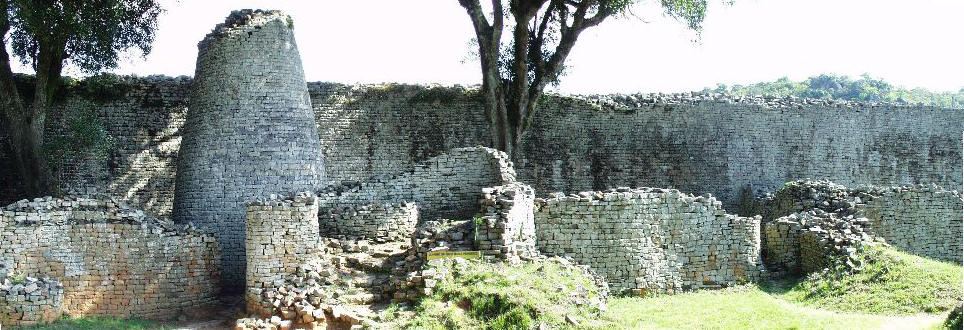
グレート・ジンバブエ遺跡

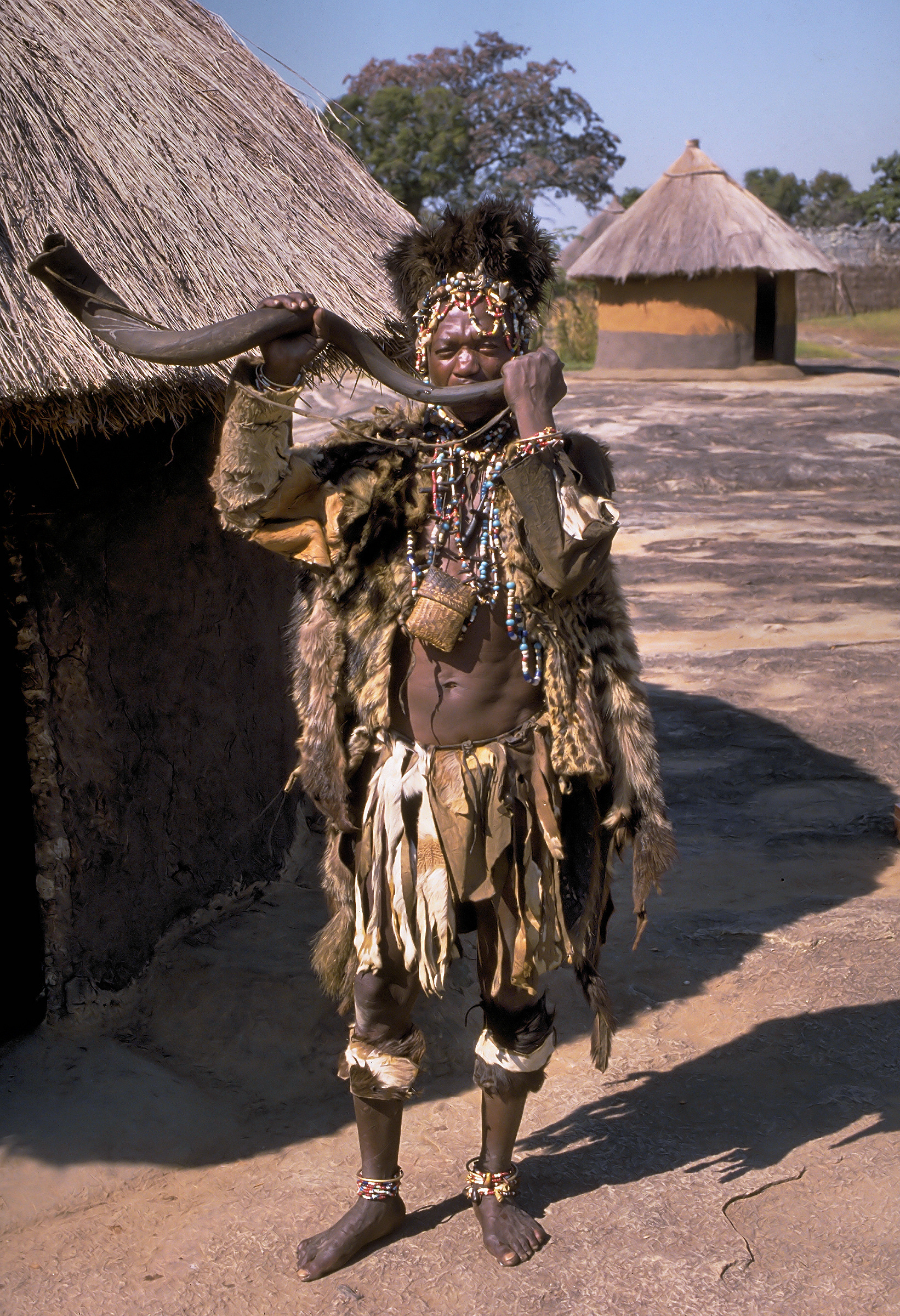
ショナ人

グレート・ジンバブエ没落後の15世紀、高原の北東部にモノモタパ国、南西部にトルワ国、東部にマニカ国が興り、ポルトガルなどヨーロッパの文献にもその名が見られるようになる。トルワ王国は、1450年〜1700年ころにかけて多くの「石の家」（ジンバブェ）と呼ばれる街を築いた。そのうち最大のものが、ブラワヨ市の西方20kmに位置するカミであった。カミは、カミ川の西側東西500m南北1kmに広がる広大な街であり、人口は約7000人に達したと考えられている。川沿いには、マンボの丘があって王とシャーマンが住んでいたと考えられる。ポルトガル産の青白磁模倣品の陶器、ドイツ産の塩釉がかけられた堅牢な焼き締め陶、明代後期の青白磁、北アフリカ産の水差しの口縁部分、イベリア半島産のレリーフの施された銀製品など交易によって繁栄していたことをうかがわせる遺物が出土している。17世紀中葉になると、トルワ王国は、東のダナンゴンベ（現ドーロ・ドーロ遺跡）に遷都したが、ダナンゴンベと同時期に建設されたナレタレ遺跡の石積みは美しく、チェッカー板のように黒く隙間を空けたり、山形文様、白い石と黒い石を交互に使ったり、横倒しのヘリンボーンないし杉綾文様など目をみはらせるものである。
トルワ王国とポルトガルは金の交易を通して交流を深めていったが、やがて17世紀中盤になるとポルトガルの影響が次第に強くなり、王位継承権にすら介入するようになった。その混乱で、17世紀末に、高原北東部で発生したチャンガミレ一族の侵攻を受けてダナンゴンベが陥落し滅亡した。
また、モノモタパ国も同様、ポルトガルやイスラム商人などと金の交易を行っていたが、1560年、次第に影響力を強くしていくポルトガルに危機感を覚えた保守派がイエズス会宣教師ゴンザロ・ダ・シルベイラを暗殺するという事件が発生した。これを契機としてポルトガルとモノモタパ国の関係は急激に冷め、内紛の混乱で主権を失い、1629年、ポルトガルの庇護を受けることとなった。このポルトガル支配は1690年代まで継続した。マニカ国でも同様の事態が起こり、ポルトガルの支配下となった。
1680年代、新しくチャンガミレ一族という勢力が台頭し始める。もともとはムタパ国のウシ監督官であったチャンガミレは同志を率い、1684年、マニカ国のポルトガル人を攻め始め、翌年にはトルワ国を滅ぼし、チャンガミレ国を建国した。1690年代に入ると国王が代わり、主権奪回を狙うモノモタパ国と協力し、ポルトガル商人を領内から追放することに成功する。その後、平穏を取り戻したモノモタパ国とチャンガミレ国は警戒しつつもポルトガルとの交易を再開する。以降200年の長きにわたり、外来の脅威を排除することを可能にした。
18世紀以降はそれまでのような大きな国家の勃興はなかったが、小さな首長制をとる国家が無数に割拠する時代となった。19世紀末、イギリスがこの地にやってきた時には、高原に居住するショナ人は200を超える国を形成し、複雑な社会を形成していたという。この「戦国時代」の荒波に抗うことができなかったモノモタパ国はみるみると弱体し、19世紀末に消滅している。チャンガミレ国もングニ人やンデベレ人などの侵攻を食い止めることができず、分裂、統合を繰り返しながら小国家の中へと消えていった。

## 奴隷貿易時代

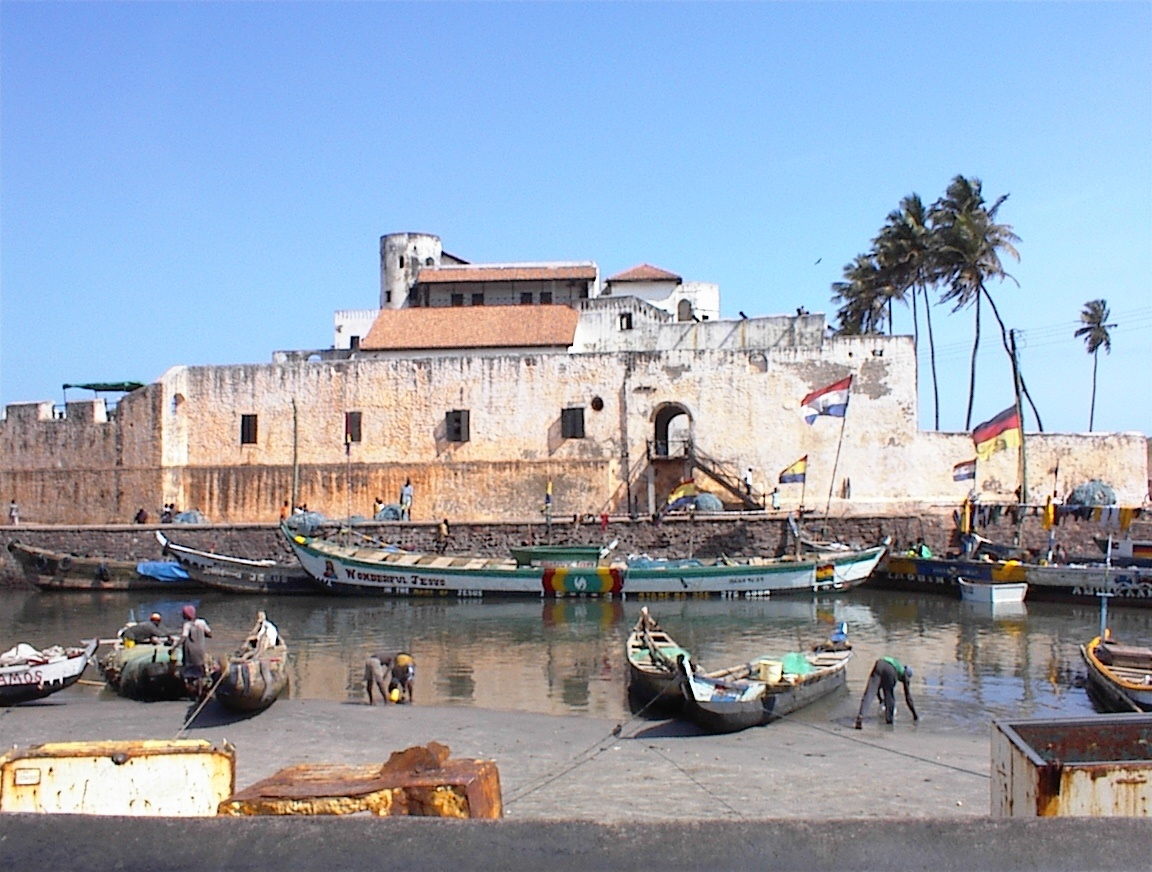
ゴールド・コーストのエルミナ城

ヨーロッパに大航海時代が到来し、ポルトガル人をはじめとしたヨーロッパ各国の人々が西海岸を南下し始めた15世紀末頃からアフリカとヨーロッパ各国との本格的な交流が始まった。沿岸の支配者や首長から土地を借り受け、交易の許可を取り付けたヨーロッパの商人たちは交易のための基地を多数建設し始める。とりわけ有名なのが1482年に黄金海岸にポルトガル人によって建設されたエルミナ城（サンジョルジュ・ダ・ミナ）である。
16世紀まではヨーロッパからもたらされる加工品と西アフリカの産物（金や象牙）などの交易が平和裏に行われ、友好な関係が築かれた。しかし、ヨーロッパ各国が西インド諸島やアメリカ大陸でヨーロッパ市場に向けた大規模な農場経営に乗り出すと、大量の労働資源確保の必要性に駆られ始める。アメリカ大陸などの現地住民には限りがあり、そこで代替案として浮上してきたのが、アフリカから奴隷を移入するということであった。
大西洋を横断する奴隷貿易に最初に着手し始めたのはスペインで、1513年にスペイン王室が初めて奴隷供給契約許可証を発行した。許可証を手にしたスペイン商人は新大陸から砂糖を持ち帰ると1518年に初めて「商品」として奴隷を積み込み、アフリカ西海岸を発った。

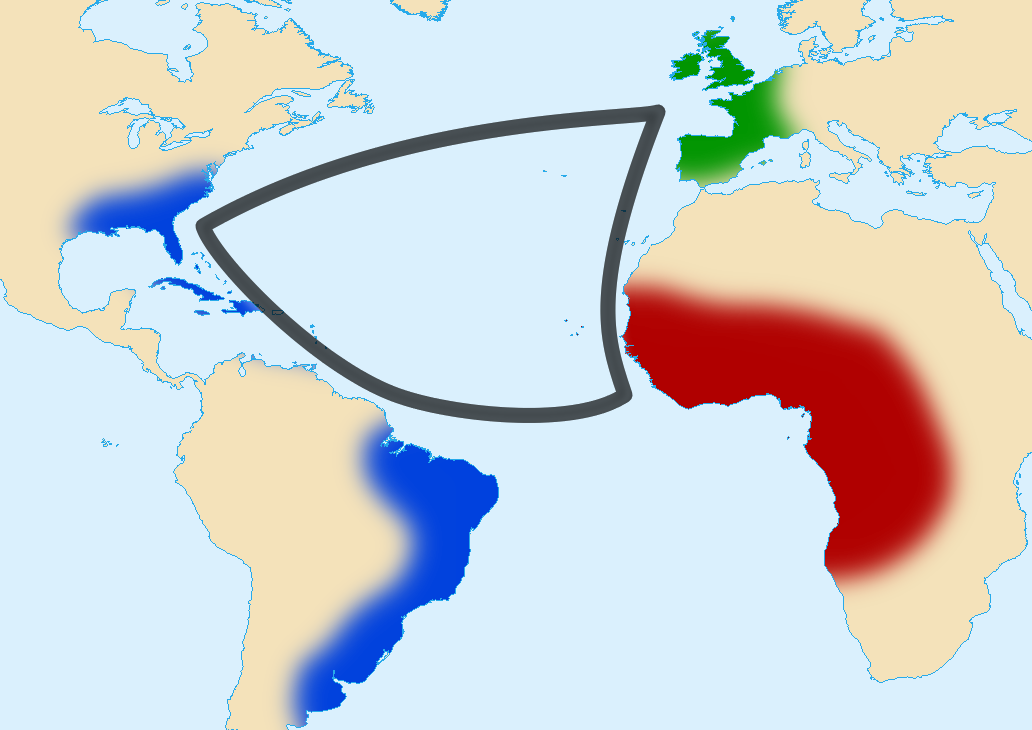
三角貿易

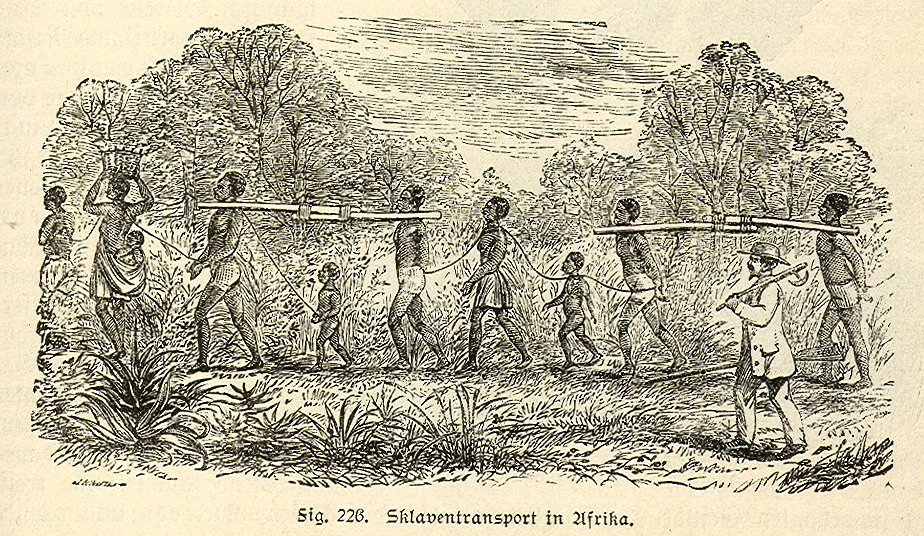
アフリカの奴隷狩り

彼らは三角貿易と呼ばれる航海サイクルで莫大な利益を手にしていく。まずヨーロッパで工業品を積み込んだ商船はアフリカ西海岸でそれらの品を奴隷に変え、その奴隷を西インド諸島やアメリカ大陸へ供給し、そこで砂糖やタバコなどの商品を積み込み、ヨーロッパへ帰港する。この1年から2年サイクルでの交易を繰り返し行っていた。奴隷貿易時代に大西洋を渡ったアフリカ人奴隷の数は1200万人から2000万人と言われている。
アフリカ西海岸から新大陸に至る約40日から70日の奴隷の運搬は過酷を極め、航海中の奴隷の死亡率は8%から25%に上るとされ、平均して6人に1人が死亡した形となっている。全裸で鎖に繋がれた奴隷は剃毛(ていもう）され、会社の刻印を焼き付けられ、船倉に詰め込まれる。食事は1日2回で、少量の水とともに与えられるだけであった。不潔な船内ではマラリア、天然痘、赤痢などの感染症が蔓延ることも多々あり、病気にかかった奴隷は生きたまま船外へ投げ捨てられた。

オラウダー・エキアノ(1745-1797)

奴隷の需要はとどまるところを知らず、17世紀後半にはアフリカ大陸内で奴隷獲得のために戦争が頻繁に行われるようになった。また、人さらいも横行し、その被害を受けた者も多数にのぼった。
奴隷貿易によって大量の労働力を失ったアフリカの諸都市は急激に力を弱め、ヨーロッパによる略奪と支配が横行するようになる。また、ヨーロッパ製品が大量に氾濫し現地の工芸や産業も停滞して低開発化が進んだ。このような状況が先進国からの目で「自立が不可能」との評価に繋がり、後の大規模な植民地化へと繋がっていくことになった。
また、アフリカ人に対する差別主義も深く根付き、当時アフリカに滞在したヨーロッパ人の日誌や記録を元にそれらの思想は哲学者や生物学者の手によって、学問に組み込まれていった。植物学者カール・フォン・リンネは人類をホモ・サピエンスとホモ・モンストロススに区別し、当時における「科学的な人種概念」の形成に寄与した。また、モンテスキューなどの哲学者も「極めて英明なる存在である神がこのような漆黒の肉体に善良なる魂を宿らせたという考えに同調する事はできない」（『法の精神』より）と語るなど、庶民にアフリカ＝野蛮という認識を植え付けていった。
しかし、19世紀に入るとヨーロッパ諸国は掌を返したようにアフリカに対する接触の仕方を変化させた。産業革命を迎え、人格を拘束する奴隷制は次第に時代遅れになり、自らの意思で労働力を切り売りする労働者が求められる時代へと変革していったからである。
ヨーロッパの都合で激化した奴隷貿易はヨーロッパの都合により次第に終息し、アフリカ人不在のまま、植民地化の時代へと突入していくこととなった。

## 近代史

### 植民地化のはじまり
18世紀後半の1787年、イギリスに奴隷貿易廃止委員会が設立されたのをきっかけに、人道的見地からくる奴隷制度の反対運動はますます激しくなり、1807年にはイギリス、アメリカで奴隷貿易禁止令が設立、各国も後を追うように1814年にはオランダ、1815年にはフランスでそれぞれ奴隷貿易が禁止とされた。イギリスやアメリカは自国の海軍力を背景として奴隷貿易の実力阻止を試みたが、闇社会での奴隷制はその後もしばらく継続し、完全に終止符が打たれたのは1880年代に入ってからのことであった。
一方、1880年代以降には、ヨーロッパ各国によるアフリカ大陸に対する植民地政策が本格化し始める。スコットランドの探検家マンゴ・パークやヒュー・クラッパートンをはじめ、ヨーロッパ人のアフリカ内地への探検活動が活発化し、またキリスト教の布教活動も本格化していった。さらに、産業革命に伴い、奴隷に取って代わってアフリカの産物人気に火がついた。象牙の価格は1822年から1872年までの半世紀で4倍以上に跳ね上がり、列車の機械油の原料としてニジェール川のアブラヤシやセネガンビアの落花生が、石鹸やロウソクの原料としてヤシ油やピーナツ油の需要が急増した。
こうした探検家によって齎されるアフリカ内陸部の情報やアフリカ大陸が産出する資源の「可能性」はヨーロッパ各国の領土的な野心を大きく刺激した。

### アフリカの分割

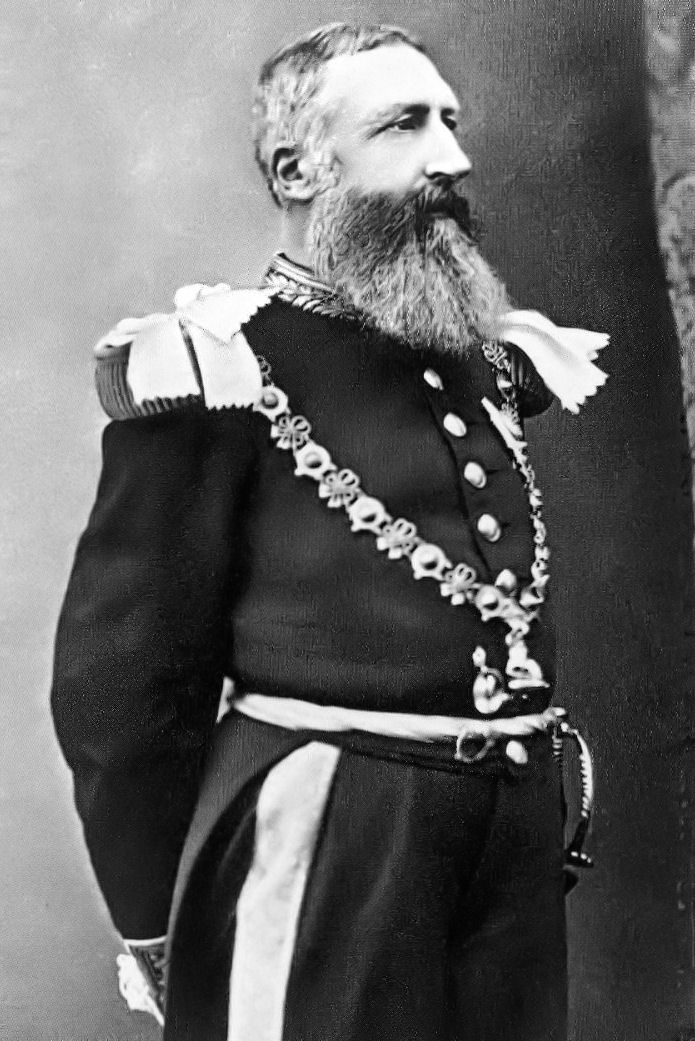
ベルギー王レオポルド2世

1870年代の初め、ヨーロッパ各国が帝国主義の時代に入るころは、アフリカ大陸のうちヨーロッパ各国の支配下に組み込まれた地域は大陸全体の僅か10%程度であった。しかし、1880年代に入るとイギリス、フランス、ポルトガルに加えベルギーやドイツ、スペイン、イタリアなどとともに激しいアフリカ大陸の争奪競争が始まることになる。この大争奪戦の遠因は、隣国オランダの潤沢な植民地に領土的な野心を働かせ、コンゴの大地を狙ったベルギーの当時国王レオポルド2世によるものとされている。レオポルド2世は1870年代末にコンゴ国際協会を設立し、ヘンリー・スタンリーと共にコンゴの植民地化を進め始める。同時にコンゴ川近辺の各地の現地民と400を超える保護条約を締結、コンゴ国際協会の支配下に組み込んだ。これに対しポルトガルがコンゴ河口周辺の主権を宣言、イギリスがこれを承認した。これらの動きに刺激されたフランスはコンゴ川北方の現地民と保護条約を締結し、後のフランス領赤道アフリカの礎を築いた。一方時を同じくしてドイツも1884年にカメルーンの保護領化を宣言するなど、植民地化・アフリカの分割が加速度的に進んだ。1884年11月15日からはじまったベルリン会議にてこれらの無秩序なアフリカ争奪戦に一定のルールを課すことが決定され、以降アフリカ大陸において領土併合を行う場合の通告手法や利害調整の義務付けがなされた。

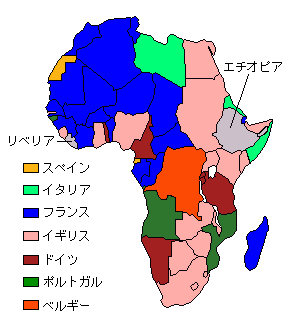
1912年のアフリカ

ベルリン会議を経た後になるとアフリカ分割は一層激化し、領土を巡った衝突もしばしば発生するようになる。フランスはサハラ砂漠から赤道アフリカを経てインド洋に抜ける横断的な領地獲得計画を推し進め、イギリスはナイジェリア、ウガンダ、ケニアを獲得しさらにカイロからケープに至る縦断的な流動線を確保しようとした。1898年にはファショダにおいてイギリスとフランスの勢力が衝突する事件が発生している（ファショダ事件）。イギリスはさらにボツワナやマラウイ、ジンバブエ、ザンビアなどを保護領化し支配下へと組み込んでいる。国内の統一のためアフリカ領土争奪戦に遅れて参戦したイタリアはソマリアやエリトリアなどを獲得するが、エチオピアの地域獲得を目論んだ戦争（1896年アドワの戦い）でエチオピア軍に敗北し、撤退している。これらの分割競争は1899年のオランダ系ボーア人の二つの共和国（トランスヴァール共和国、オレンジ自由国）をイギリスが併合するに至った第二次ボーア戦争をきっかけに一区切りがつけられることになった。
一連の分割競争の結果、領土的に広大な土地を獲得したのはフランスであったが、植民地から産出される鉱物などの質的な面で言えばイギリスに軍配が上げられる。また、植民地化を逃れたのはアメリカの解放奴隷が1847年に建国したリベリア共和国、峻険な高地に拠り強固な軍事力をもってイタリアを排除したエチオピアの2ヶ国のみであった。ヨーロッパ各国はこれらの植民地政策に対し、必要に応じて白人優越主義やダーウィニズムの論理を唱え、「自己発展の能力に欠けるアフリカの文明を開化させることは先進国の責務である」などといった自己中心的な正当性を主張した。アフリカはこれら植民地政策の手から完全に逃れるには、一部の国を除き、およそ半世紀の月日を待たねばならなかった。

### 独立運動
植民地化政策が活発に行われていた時期から、アルジェリアのアブド・アルカーディルの闘争やスーダンのマフディー派の闘争など、枚挙にいとまがないほどの抵抗運動が各地で行われたが、これらの抵抗運動は第二次世界大戦後は独立運動という形でさかんに叫ばれるようになった。
第二次世界大戦後まもなく、イギリスのマンチェスターで第5回パン・アフリカ会議が開催された。パン・アフリカ会議自体は戦間期より開催されていたが、これまでの会議が欧米のアフリカ系知識人主導であったのに対し、この会議ではアフリカ内部の民族運動家が加わり、パン・アフリカ主義が高揚した。とりわけ西アフリカでは、民族運動に直面したイギリス政府が、英領ゴールド・コーストなどで徐々にアフリカ人の権利拡大に応じていった。

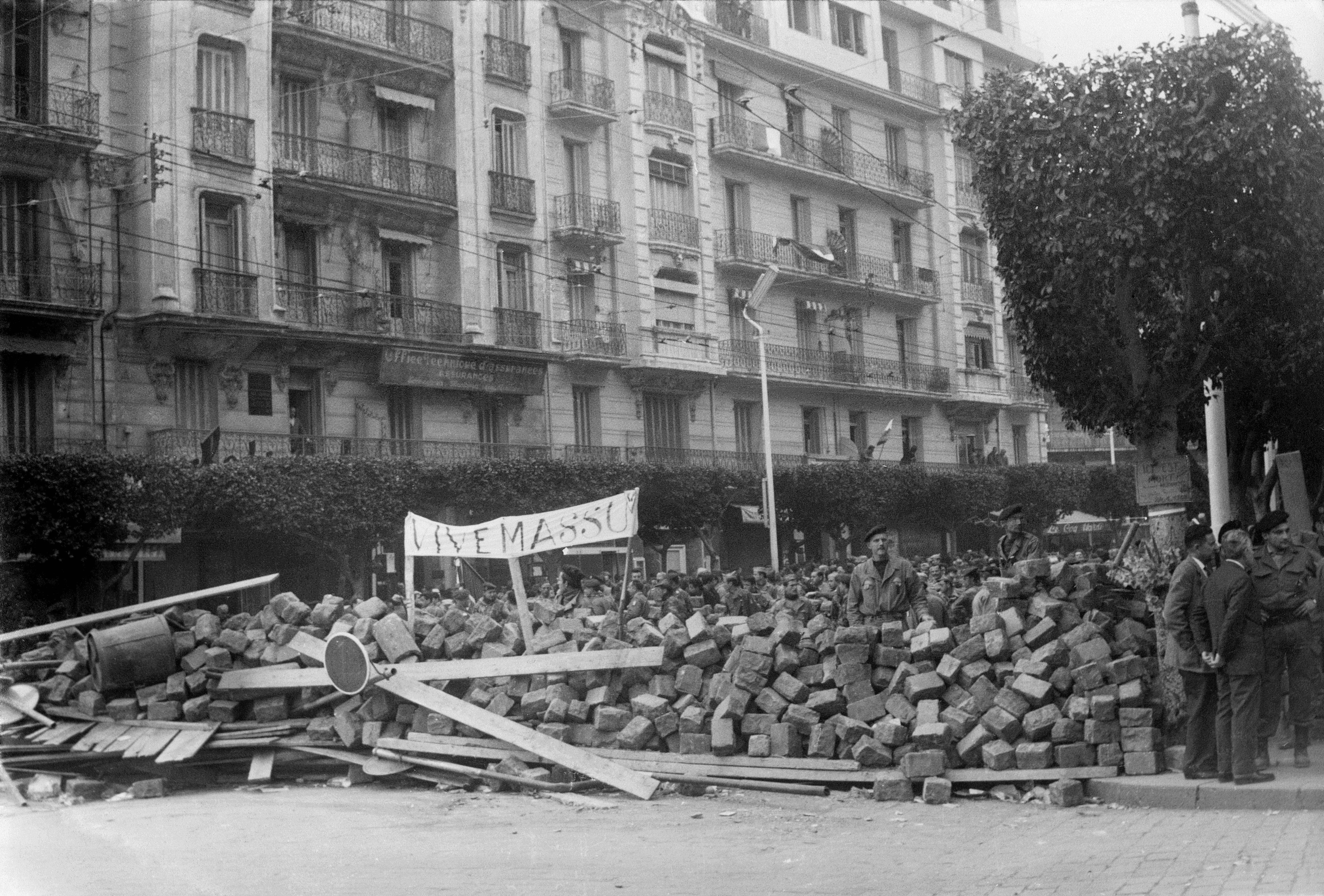
アルジェリア戦争

北アフリカでは、1951年のリビア独立（旧イタリア植民地）を皮切りに、1956年にはモロッコ、チュニジア（旧フランス植民地）が独立した。しかし、フランスによる植民地化が最も早かったアルジェリアでは、多くのフランス系白人（コロン）が独立に反対し、1954年よりアルジェリア戦争が勃発した。アルジェリア戦争に苦慮したフランス本国では第四共和政が支持を失ってゆき、アルジェリア駐留のフランス軍による反乱を背景としてド・ゴールを指導者とした第五共和政が成立した。ド・ゴールは、多大な費用を要する植民地帝国の維持より、産業発展や核開発を通じたフランスの威信回復を重視したため、サハラ以南における旧フランス植民地独立の流れが生み出された。

1957年、英領ゴールド・コーストがクワメ・エンクルマのもとでガーナとして独立を果たし、1958年にアフリカ諸国連合を結成すると、アフリカの独立運動は勢いづいた。フランス植民地では、第五共和国政府が「フランス共同体」のもとでの大幅な自治を認めたため、「隷属の下での豊かさより、自由のもとでの貧困（Nous préférons la liberté dans la pauvreté à la richesse dans l’esclavage）」として1958年独立に踏み切ったギニア以外はフランス共同体にとどまった。しかし、結局は1960年にあいついで独立し、ベルギー植民地であったコンゴでも数ヶ月の準備期間しかないうちに独立が果たされた。こうして1960年には17カ国が独立を果たし「アフリカの年」とも称された。1963年にはエチオピアのアディスアベバでアフリカ統一機構（OAU）が発足した。
全てのアフリカ諸国が平和裏に独立を獲得できたわけではない。中にはアルジェリアやアンゴラ、モザンビークのように、武力によって独立を獲得した国もあった。また、植民地だけでなく、1990年のナミビア、1993年のエリトリア、2011年の南スーダンのようにアフリカ独立国の支配から解放された国もある。
ヨーロッパ各国の植民地化政策を経た末の独立という経緯から、アフリカの大地は極めて不自然な形で細分化され、その不自然な国境線のまま独立を余儀なくされた。このため、分断された民族や文化の異なる民族の国家的な統合という課題が各国に共通する緊急の題目として掲げられている。ザンビア共和国の初代大統領カウンダはこれらの現状に対し、「我々の目的は植民地主義者が作り上げた無様な加工品から真のネイション（近代的な民族国家）を創作することである」と述べている。

## 現代史

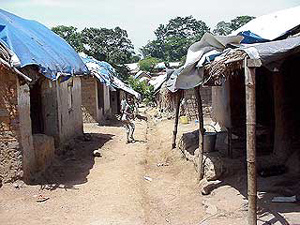
シエラレオネの難民キャンプ

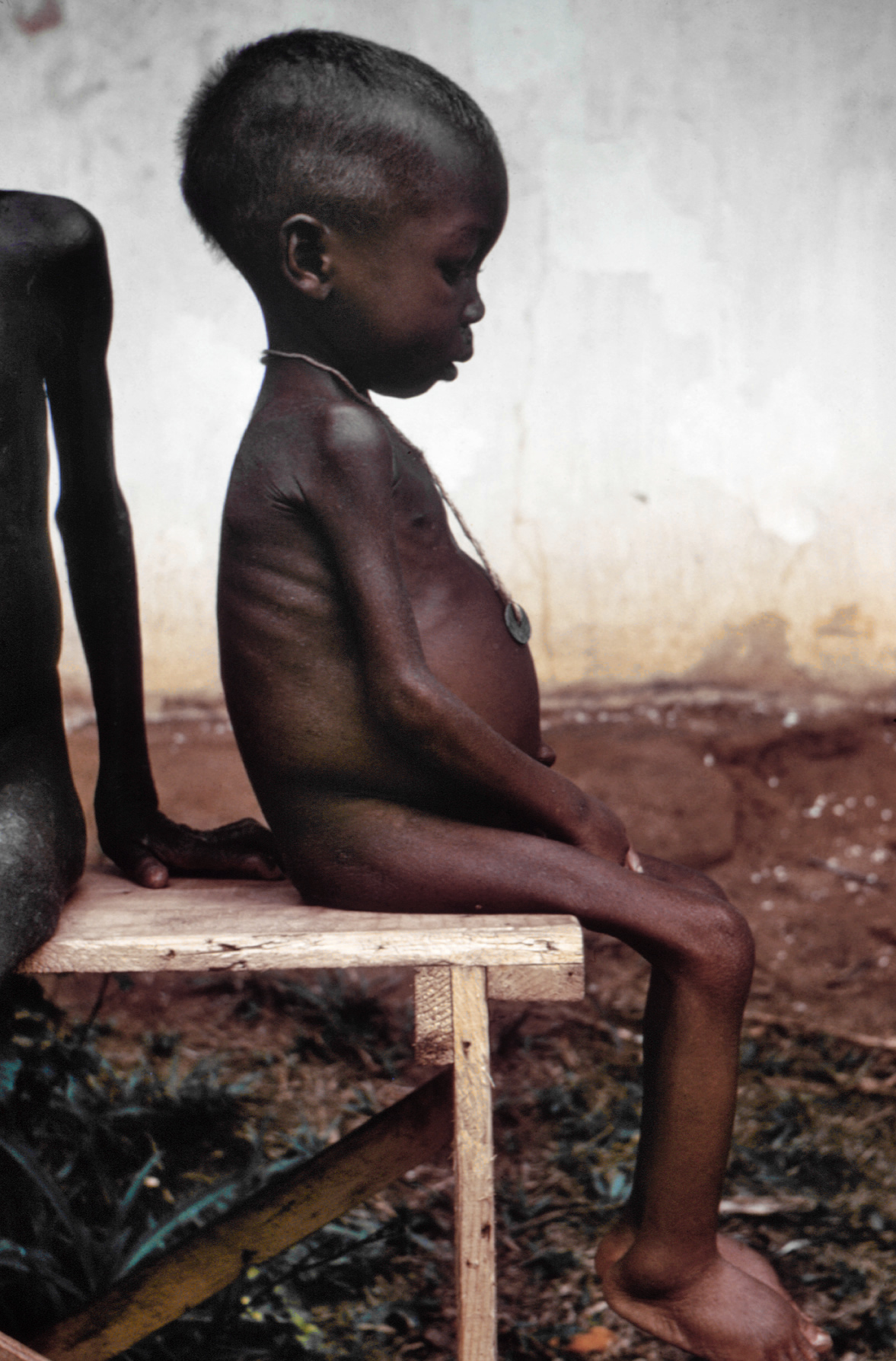
アフリカを襲う飢餓

アフリカの各国は国内に多数の部族を内包しており、それらの状態で多党制を採った場合、深刻な部族対立をもたらすという懸念から、一党制を導入する国が過半数であった。しかし、この制度は独裁色を強め経済分野に対する国家介入が進んで行われる結果となる。民間企業の国有化や外国人の排斥の風潮が強まり、経済発展を阻害する形となった。経済の行き詰まりは政治や国家に対する不信感を生み、やがてそれらは地域紛争という実態を持つようになる。さらにアフリカ全土で発生した旱魃はこうした事態に拍車をかけ、深刻なダメージを与えた。紛争と旱魃などの自然災害による難民が爆発的に増え、彼らが他地域へ移動することで緊張が高まり、別の紛争へ発展するという悪循環に陥るようになった。
冷戦が終結し、1990年代以降に入ると、アフリカ全土に大きな民主化の波が押し寄せる。アジア経済研究所が発行する『アフリカレポート』によれば、1989年に多党制を取っていた国はわずか7国だったのに対し、1995年には39カ国が多党制へと移行している。こうした政治的な変化は国家の存続に危機感を抱いた民意の反映に他ならない。しかし、先に述べた通り、多数の民族集団を内包するアフリカの土壌において民主化の道はさらなる深刻な部族対立を齎す可能性を秘めている。アジア経済研究所の武内進一は、アフリカの急速な民主化に対し、制度変革に対応した柔軟なアフリカ社会の変革が必要であると警鐘を鳴らしている。